# شتات أيرلندي

البلدان التي بها عدد كبير من المواطنين الأيرلنديين والأحفاد المؤهلين.

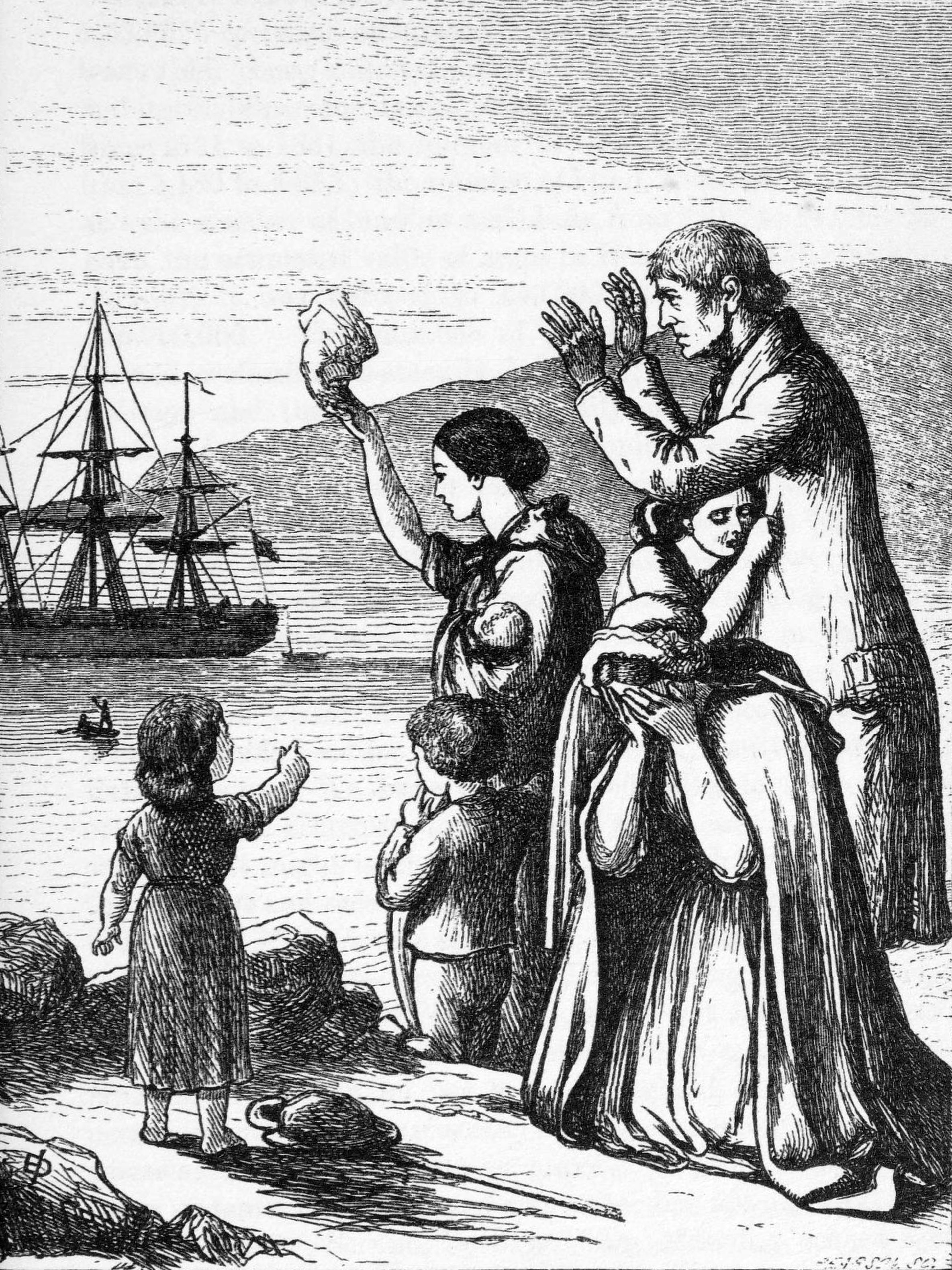
"المهاجرون يغادرون أيرلندا"، نقش لهنري دويل (1827–1892)، من كتاب ماري فرانسيس كوزاك تاريخ أيرلندا المصور ، 1868

الشتات الأيرلندي (بالإنجليزية: Irish diaspora) يشير إلى الشعب الأيرلندي العرقي وأحفادهم الذين يعيشون خارج جزيرة أيرلندا.
تم تسجيل ظاهرة الهجرة من أيرلندا منذ أوائل العصور الوسطى، ولكن لا يمكن قياسها إلا منذ حوالي عام 1700. منذ ذلك الحين، هاجر ما بين 9 إلى 10 ملايين شخص ولدوا في أيرلندا. وهذا أكثر من عدد سكان أيرلندا نفسها، الذي بلغ في ذروته التاريخية 8.5 مليون نسمة عشية المجاعة الكبرى. أفقرهم ذهب إلى بريطانيا العظمى، وخاصة ليفربول. أولئك الذين يستطيعون تحمل تكاليفها ذهبوا إلى أبعد من ذلك، بما في ذلك ما يقرب من 5 ملايين إلى الولايات المتحدة.
بعد عام 1765، أصبحت الهجرة من أيرلندا مشروعًا وطنيًا قصيرًا لا هوادة فيه ويُدار بكفاءة. في عام 1890، كان 40% من المولودين في أيرلندا يعيشون في الخارج. بحلول القرن الحادي والعشرين، ادعى ما يقدر بنحو 80 مليون شخص في جميع أنحاء العالم أنهم من أصل أيرلندي، بما في ذلك أكثر من 36 مليون أمريكي يدعون أن الأيرلندية هي أصلهم العرقي الأساسي.
في النصف الثاني من القرن التاسع عشر، كان معظم المهاجرين الأيرلنديين يتحدثون الأيرلندية باعتبارها لغتهم الأولى. وكان لذلك عواقب اجتماعية وثقافية على تنمية اللغة في الخارج، بما في ذلك الابتكارات في مجال الصحافة. لا تزال اللغة تُزرع في الخارج من قبل أقلية صغيرة كوسيلة أدبية واجتماعية. تم استيعاب الشتات الأيرلندي إلى حد كبير في معظم البلدان خارج أيرلندا بعد الحرب العالمية الأولى . سيان فليمنج هو وزير الدولة لشؤون الشتات في جمهورية أيرلندا.

## تعريف

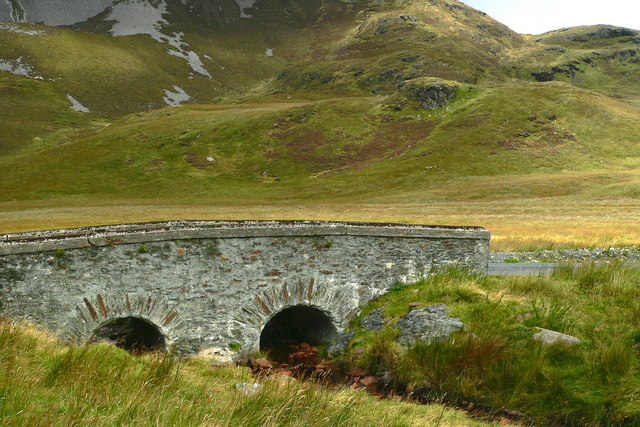
جسر الدموع (Droichead na nDeor باللغة الأيرلندية) في غرب دونيجال ، أيرلندا. سترافقهم عائلة المهاجرين وأصدقائهم حتى الجسر قبل توديعهم، بينما يستمر المهاجرون في طريقهم إلى ميناء ديري.

مصطلح الشتات الأيرلندي مفتوح للعديد من التفسيرات. يشمل الشتات، بتفسيره الواسع، كل من يُعرف أن لهم أسلافًا أيرلنديين، أي أكثر من 100 مليون شخص، وهو ما يزيد عن خمسة عشر ضعف عدد سكان جزيرة أيرلندا، الذي كان يبلغ حوالي 6.4 مليون في عام 2011. لقد قيل إن فكرة الشتات الأيرلندي، باعتبارها متميزة عن التعريف القديم للأيرلندية مع أيرلندا نفسها، قد تأثرت بظهور الحراك العالمي والحداثة. يمكن الآن التعرف على الهوية الأيرلندية من خلال أفراد ومجموعات متفرقة من أصل أيرلندي. لكن العديد من هؤلاء الأفراد كانوا نتاج زواج عرقي معقد في أمريكا وأماكن أخرى، مما أدى إلى تعقيد فكرة وجود خط نسب واحد. قد تعتمد "الأيرلندية" في المقام الأول على الهوية الفردية مع الشتات الأيرلندي.
تُعرّف حكومة أيرلندا الشتات الأيرلندي بأنه جميع الأشخاص الذين يحملون الجنسية الأيرلندية والذين يقيمون عادة خارج جزيرة أيرلندا. ويشمل ذلك المواطنين الأيرلنديين الذين هاجروا إلى الخارج وأطفالهم، الذين يعتبرون مواطنين أيرلنديين حسب النسب بموجب القانون الأيرلندي. كما يشمل أحفادهم في الحالات التي تم فيها تسجيلهم كمواطنين أيرلنديين في سجل المواليد الأجانب الموجود في كل بعثة دبلوماسية أيرلندية. وبموجب هذا التعريف القانوني، فإن الشتات الأيرلندي أصغر بكثير - حوالي 3 ملايين شخص، منهم 1.47 مليون مهاجر إيرلندي المولد. وبالنظر إلى عدد سكان جزيرة أيرلندا المقدر بـ 6.8 مليون نسمة في عام 2018، فإن هذه لا تزال نسبة كبيرة.

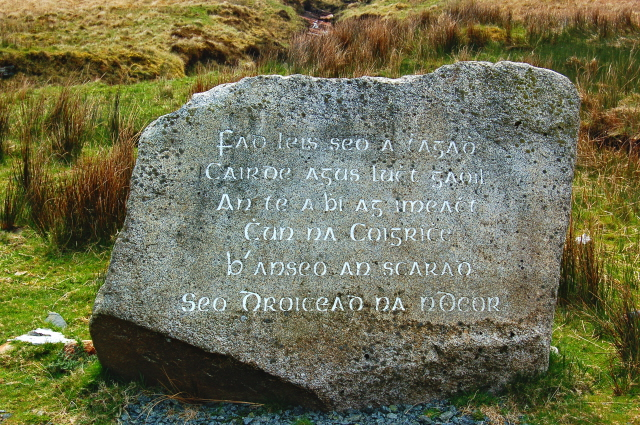
لوحة تذكارية لجسر الدموع، تقول: "Fad leis seo a thagadh cairde agus lucht gaoil an té a bhí ag imeacht chun na coigrithe. B'anseo an Scaradh. Seo Droichead na nDeor" (عائلة وأصدقاء الشخص المغادر لأن الأراضي الأجنبية ستصل إلى هذا الحد. هنا كان الانفصال. هذا هو جسر الدموع).

ومع ذلك، فإن استخدام الشتات الأيرلندي لا يقتصر بشكل عام على حالة المواطنة، مما يؤدي إلى عضوية تقدر (ومتقلبة) تصل إلى 80 مليون شخص - التعريف الثاني والأكثر عاطفية. اعترفت الحكومة الأيرلندية بهذا التفسير - على الرغم من أنها لم تعترف بأي التزامات قانونية تجاه الأشخاص في هذا الشتات الأكبر - عندما تم تعديل المادة 2 من دستور أيرلندا في عام 1998 لتقرأ "علاوة على ذلك، تعتز الأمة الأيرلندية بعلاقتها الخاصة مع الأشخاص من أصل أيرلندي يعيشون في الخارج ويشاركون هويتهم الثقافية وتراثهم."
هناك أشخاص من أصل أيرلندي في الخارج (بما في ذلك المتحدثون الأيرلنديون) يرفضون الاندماج في "الشتات" الأيرلندي ويحددون هويتهم بطرق أخرى. وقد ينظرون إلى تسمية الشتات على أنها شيء تستخدمه الحكومة الأيرلندية لأغراضها الخاصة.

## الأسباب
الأيرلنديون، الذين أطلق عليهم الرومان اسم سكوتي ولكنهم أطلقوا على أنفسهم اسم جايلز، قاموا بمداهمة واستقروا على طول الساحل الغربي لبريطانيا الرومانية، وتم السماح لأعداد منهم بالاستقرار داخل المقاطعة، حيث قام الجيش الروماني بتجنيد العديد من الأيرلنديين في وحدات مساعدة تم إرسالهم إلى الحدود الألمانية. ربما كان الأتاكوتي، الذين تم تجنيدهم بالمثل في الجيش الروماني، مستوطنين أيرلنديين في بريطانيا. ربما كانت الحركة بين أيرلندا وبريطانيا الكلاسيكية ذات اتجاهين، حيث تشير أوجه التشابه بين روايات تواتال تيشتمار في العصور الوسطى والأدلة الأثرية إلى أن الرومان ربما دعموا غزو أيرلندا وغزوها من قبل المنفيين الأيرلنديين من بريطانيا على أمل إنشاء دولة مستقلة. حاكم ودود يمكنه إيقاف مداهمة الأيرلنديين لبريطانيا، واقترح بعض المؤرخين أيضًا أن كروثين شمال أيرلندا ربما كانوا من البيكتس. بعد رحيل الجيش الروماني، بدأ الأيرلنديون في زيادة موطئ قدمهم في بريطانيا، مع ضم جزء من شمال غرب الجزيرة إلى مملكة دال رياتا الأيرلندية. ومع مرور الوقت، أصبحت المستعمرات الأيرلندية مستقلة، واندمجت مع مملكة بيكتيش وشكلت أساس اسكتلندا الحديثة.
لا تزال المناطق الناطقة باللغة الغيلية التقليدية في اسكتلندا (المرتفعات وهبريدس) يُشار إليها في اللغة الغيلية باسم "Ghàidhealtachd" ("الجيلدوم"). صمم الرهبان الأيرلنديون والكنيسة السلتية موجة من الهجرة الأيرلندية إلى بريطانيا العظمى وأوروبا القارية وربما كانوا أول سكان جزر فارو وأيسلندا. طوال أوائل العصور الوسطى ، شهدت بريطانيا العظمى وأوروبا القارية هجرة أيرلندية بكثافة متفاوتة، معظمها من رجال الدين والعلماء الذين يُعرفون مجتمعين باسم بيريجريني. استمرت الهجرة الأيرلندية إلى أوروبا الغربية، وخاصة إلى بريطانيا العظمى، بوتيرة أكبر أو أقل منذ ذلك الحين. اليوم، يعد العرق الأيرلندي أكبر مجموعة أقلية منفردة في كل من إنجلترا واسكتلندا، وقد عاد معظمهم في النهاية إلى أيرلندا.
وكان تشتت الأيرلنديين بشكل أساسي إلى بريطانيا أو إلى البلدان التي استعمرتها بريطانيا. بدأ الاتصال السياسي بين إنجلترا وأيرلندا في عام 1155، عندما أصدر البابا أدريان الرابع مرسومًا بابويًا (المعروف باسم لاودابيليتر)، أعطى هنري الثاني الإذن بغزو أيرلندا كوسيلة لتعزيز سيطرة البابوية على الكنيسة الأيرلندية. وأعقب ذلك في عام 1169 الغزو النورماندي لأيرلندا، والذي قاده الجنرال ريتشارد دي كلير، أو القوس القوي.
لم يحاول التاج الإنجليزي فرض سيطرته الكاملة على الجزيرة إلا بعد تنصل هنري الثامن من السلطة البابوية على الكنيسة في إنجلترا، والتمرد اللاحق لإيرل كيلدير في أيرلندا عام 1534 الذي هدد الهيمنة الإنجليزية هناك. حتى الانفصال عن روما ، كان يُعتقد على نطاق واسع أن أيرلندا كانت ملكية بابوية، والتي مُنحت كمجرد إقطاعية للملك الإنجليزي، ولذلك في عام 1541، أكد هنري الثامن مطالبة إنجلترا بأيرلندا خالية من السيطرة البابوية بإعلان نفسه ملكًا على أيرلندا. أيرلندا.
بعد حرب التسع سنوات (1594 إلى 1603)، أصبحت السلطة السياسية في أيدي الأقلية البروتستانتية المهيمنة وتميزت بسياسة التاج في الزراعة، والتي تضمنت وصول الآلاف من المستوطنين البروتستانت الإنجليز والاسكتلنديين. من ملاك الأراضي الكاثوليكية الرومانية قبل الزراعة. عندما أصبحت الهزيمة العسكرية والسياسية لأيرلندا الغيلية أكثر وضوحًا في أوائل القرن السابع عشر، أصبح الصراع الطائفي موضوعًا متكررًا في التاريخ الأيرلندي.
عانى الروم الكاثوليك وأعضاء الطوائف البروتستانتية المعارضة من الحرمان السياسي والاقتصادي الشديد من قوانين العقوبات. تم إلغاء البرلمان الأيرلندي في عام 1801 في أعقاب تمرد الأيرلنديين المتحدين الجمهوريين، وأصبحت أيرلندا جزءًا لا يتجزأ من المملكة المتحدة الجديدة لبريطانيا العظمى وأيرلندا بموجب قانون الاتحاد.
شهدت المجاعة الكبرى خلال أربعينيات القرن التاسع عشر فرار عدد كبير من الأشخاص من الجزيرة إلى جميع أنحاء العالم. بين عامي 1841 و1851، نتيجة للموت والهجرة الجماعية، بشكل رئيسي إلى بريطانيا العظمى وأمريكا الشمالية، انخفض عدد سكان أيرلندا بأكثر من 2 مليون نسمة. وفي كوناخت وحدها، انخفض عدد السكان بنسبة 30% تقريبًا.
ومع ذلك، يوضح روبرت كينيدي أن الحجة الشائعة القائلة بأن الهجرة الجماعية من أيرلندا كانت "هربًا من المجاعة" ليست صحيحة تمامًا. أولاً، كان الأيرلنديون يأتون إلى بريطانيا العظمى منذ القرن الثامن عشر لبناء قنوات هناك، وبمجرد تحسن الظروف في أيرلندا، لم تتباطأ هجرتهم. وبعد انتهاء المجاعة، تميزت السنوات الأربع التي تلتها بعدد أكبر من الهجرة مقارنة بسنوات المجاعة الأربع. يقول كينيدي إن المجاعة كانت تعتبر القشة التي قصمت ظهر البعير لأنها أقنعت المزيد من الناس بالتحرك على الرغم من أن عدة عوامل أخرى أثرت على قرارهم.
بحلول عام 1900، بلغ عدد سكان أيرلندا حوالي نصف الذروة التي بلغها عام 1840، واستمر في الانخفاض خلال القرن العشرين.
في العقود التي تلت الاستقلال في عشرينيات القرن العشرين، تسارعت الهجرة لأسباب اقتصادية واجتماعية، ومع تحول الوجهة المفضلة من الولايات المتحدة إلى بريطانيا العظمى، هاجر أكثر من 500000 في الخمسينيات و450000 في الثمانينيات. وأكثر من 3 ملايين مواطن أيرلندي يقيمون خارج أيرلندا في عام 2017.
تعرض الأيرلنديون الذين ما زالوا يعيشون في أيرلندا للتمييز من قبل بريطانيا العظمى على أساس دينهم. زادت عمليات الإخلاء بعد إلغاء قوانين الذرة البريطانية في عام 1846، وإقرار محكمة العقارات المرهونة في عام 1849، وإزالة الحقوق المدنية والمعايير الطبقية القائمة. تم سحق أي أمل متبقي للتغيير بوفاة دانييل أوكونيل عام 1847، الزعيم السياسي الذي دافع عن القضايا الليبرالية والإصلاحية وتحرر كاثوليك أيرلندا، والانتفاضة الفاشلة للشباب الأيرلندي في عام 1848. كان من الممكن كسب المزيد من خلال الهجرة إلى أمريكا من أيرلندا، وقد أدى اكتشاف الذهب في سييرا نيفادا عام 1848 إلى جذب المزيد من المهاجرين.

## علم الأنساب

### البادي البلاستيكي (Plastic Paddies)
يُشار أحيانًا إلى الأشخاص من الشتات الأيرلندي الذين لم يولدوا في أيرلندا ولكنهم يُعرفون بأنهم أيرلنديون باستخفاف باسم بادي البلاستيكي.
كتبت ماري جيه هيكمان أن "البادي البلاستيكي" كان مصطلحًا يستخدم "لإنكار وتشويه سمعة الجيل الثاني من الأيرلنديين في بريطانيا" في الثمانينيات، و"كثيرًا ما تم التعبير عنه من قبل المهاجرين الأيرلنديين الجدد من الطبقة الوسطى في بريطانيا، والذين كان بالنسبة لهم وسيلة لإبعاد أنفسهم عن المجتمعات الأيرلندية الراسخة". وفقًا لبرونوين والتر، أستاذ دراسات الشتات الأيرلندي في جامعة أنجليا روسكين، "كان اعتماد هوية موصولة أكثر إشكالية بالنسبة للجيل الثاني من الأيرلنديين في بريطانيا. لقد نفى الأيرلنديون المولدون في كثير من الأحيان صحة هويتهم الأيرلندية". هوية."
تم استخدام المصطلح أيضًا للسخرية من اللاعبين غير الأيرلنديين الذين اختاروا اللعب لفريق جمهورية أيرلندا الوطني لكرة القدم، مشجعي الفرق الأيرلندية، الذين هم أعضاء في أندية المشجعين خارج أيرلندا، وغيرهم من الأيرلنديين الأفراد الذين يعيشون في بريطانيا العظمى. وجدت دراسة أجرتها جامعة ستراثكلايد وNil by Mouth أن المصطلح تم استخدامه بشكل مسيئ في منتديات الإنترنت الخاصة بمشجعي نادي سيلتيك ورينجرز إف سي في إشارة إلى مشجعي سلتيك والمجتمع الكاثوليكي الروماني الأوسع في اسكتلندا. في أغسطس 2009، تلقى أحد مشجعي نادي رينجرز، وهو نفسه رجل بريطاني آسيوي من برمنغهام بإنجلترا، حكمًا مع وقف التنفيذ بعد الإدلاء بتعليقات مهينة لضابط شرطة من أصل أيرلندي. وقال المدعي العام إن الرجل أدلى بتصريحات عنصرية بشأن الضابط، بما في ذلك اتهامات له بأنه "أرز بلاستيكي".

كتب الصحفي الاسكتلندي أليكس ماسي في مجلة National Review:
عندما كنت طالبًا في دبلن، سخرنا من الاحتفال الأمريكي بالقديس باتريك، حيث وجدنا شيئًا منافًا للعقل في البيرة الخضراء، والبحث عن أي صلة، مهما كانت ضعيفة، بأيرلندا، والمشاعر الضبابية التي كانت تبدو كذلك في كل ذلك. خلافًا لأيرلندا التي عرفناها وعشنا فيها بالفعل. من هم هؤلاء الأشخاص الذين كانوا يرتدون زي الجُناة ولماذا كانوا يرتدون ملابس بهذه الطريقة؟ كان هذا البريجادون هايبرنيان بمثابة خدعة وسخرية وشمروك لأيرلندا الحقيقية ومعرضًا رائعًا للأرز البلاستيكي. لكن على الأقل كان الأمر مقتصرًا على الأيرلنديين في الخارج وأولئك الأجانب اليائسين للعثور على أي أثر للون الأخضر في دمائهم.
في كتابه Spiked، يستخدم بريندان أونيل، وهو نفسه من أصل أيرلندي، هذا المصطلح لوصف "الجيل الثاني من الأيرلنديين المتمنيين" ويكتب أن بعض المذنبين بارتكاب "بادي البلاستيكي" (أو، على حد تعبيره، " ديرموت - itis") هم بيل كلينتون ودانييل داي لويس وشين ماكجوان. كتب كاتب الأغاني الاسكتلندي الأسترالي إريك بوغل وسجل أغنية بعنوان "Plastic Paddy". أطلق المقاتل البريطاني في فنون القتال المختلطة دان هاردي على المقاتل الأمريكي ماركوس ديفيس لقب "بادي البلاستيكي" بسبب حماس ماركوس لأصله وهويته الأيرلندية. في كتاب "لماذا ما زلت كاثوليكيًا: مقالات في الإيمان والمثابرة" بقلم بيتر ستانفورد، يصف المذيع التلفزيوني ديرموت أوليري تربيته بأنها "بادي بلاستيكي كلاسيكي"، حيث سيتعرض "للتنمر بطريقة لطيفة" من قبله. أبناء عمومتي في ويكسفورد لكونهم إنجليزيين "حتى اتصل بي أي شخص آخر هناك باللغة الإنجليزية وبعد ذلك كانوا يساندونني."

## المملكة المتحدة
```
المقالة الرئيسية: 
الهجرة الأيرلندية إلى بريطانيا العظمى
```

حدثت الهجرة الأيرلندية إلى بريطانيا العظمى منذ أوائل العصور الوسطى. حدثت أكبر موجات الهجرة الأيرلندية في القرن التاسع عشر، عندما اندلعت مجاعة مدمرة في أيرلندا، مما أدى إلى استقرار آلاف المهاجرين الأيرلنديين في بريطانيا، خاصة في مدينتي ليفربول وجلاسكو الساحلية. حدثت موجات أخرى من الهجرة الأيرلندية خلال القرن العشرين، حيث هرب المهاجرون الأيرلنديون من الظروف الاقتصادية السيئة في أيرلندا بعد إنشاء الدولة الأيرلندية الحرة، وجاءوا إلى بريطانيا استجابة لنقص العمالة. أدت موجات الهجرة هذه إلى كون ملايين المواطنين البريطانيين من أصل أيرلندي.
قدر مقال لصحيفة الغارديان أن ما يصل إلى ستة ملايين شخص يعيشون في المملكة المتحدة لديهم أجداد أيرلنديون المولد (حوالي 10٪ من السكان البريطانيين ).
يشير التعداد السكاني للمملكة المتحدة لعام 2001 إلى أن 869.093 شخصًا ولدوا في أيرلندا يعيشون في بريطانيا العظمى. أكثر من 10% من المولودين في المملكة المتحدة لديهم جد واحد على الأقل ولد في أيرلندا. تنص مقالة "المزيد من البريطانيين المتقدمين للحصول على جوازات السفر الأيرلندية" على أن 6 ملايين بريطاني لديهم إما جد أيرلندي أو جدة أيرلندية، وبالتالي يمكنهم التقدم بطلب للحصول على الجنسية الأيرلندية. ادعى ما يقرب من ربعهم بعض الأصول الأيرلندية في أحد الاستطلاعات.
شارك الأيرلنديون تقليديًا في تجارة البناء والنقل خاصة كعمال رصيف، بعد تدفق العمال الأيرلنديين، أو القوات البحرية، لبناء القنوات البريطانية وشبكات الطرق والسكك الحديدية في القرن التاسع عشر. ويرجع ذلك إلى حد كبير إلى تدفق المهاجرين من أيرلندا خلال المجاعة الكبرى 1845-1849. استقر العديد من الجنود الأيرلنديين، وخاصة البحارة، في بريطانيا: خلال النصف الأول من القرن التاسع عشر، كان ثلث الجيش والبحرية الملكية أيرلنديين. لا يزال الأيرلنديون يمثلون فرقة كبيرة من المتطوعين الأجانب في الجيش البريطاني. منذ الخمسينيات والستينيات على وجه الخصوص، أصبح الأيرلنديون مندمجين في السكان البريطانيين. استمرت الهجرة في القرن التالي. ذهب أكثر من نصف مليون أيرلندي إلى بريطانيا في الحرب العالمية الثانية للعمل في الصناعة والخدمة في القوات المسلحة البريطانية. في عصر إعادة الإعمار بعد الحرب، بدأت أعداد المهاجرين في الزيادة، واستقر العديد منهم في المدن والبلدات الكبرى في بريطانيا. وفقا لتعداد عام 2001، ولد حوالي 850 ألف شخص في بريطانيا في أيرلندا.
تتواجد أكبر المجتمعات الأيرلندية في بريطانيا بشكل رئيسي في المدن والبلدات: في لندن، على وجه الخصوص كيلبورن (التي تضم واحدة من أكبر المجتمعات الأيرلندية المولد خارج أيرلندا) إلى الغرب والشمال الغربي من المدينة، في الميناء الكبير مدن مثل ليفربول (التي انتخبت أول أعضاء البرلمان القومي الأيرلندي)، غلاسكو، بريستول، سندرلاند وبورتسموث. المدن الصناعية الكبرى مثل سالفورد، مانشستر، لوتون، كوفنتري، برمنغهام، شيفيلد، ولفرهامبتون، كارديف وأجزاء من نيوكاسل ونوتنغهام لديها أيضًا أعداد كبيرة من المغتربين بسبب الثورة الصناعية، وفي حالة المدن الثلاثة الأولى، قوة الاقتصاد العالمي. صناعة السيارات في الستينيات والسبعينيات. حصلت مدن هيبورن وجارو وكواتبريدج على لقب "أيرلندا الصغيرة" نظرًا لارتفاع عدد سكانها الأيرلنديين.
كانت علاقة المجتمع مع الكنيسة الرومانية الكاثوليكية أمرًا أساسيًا بالنسبة للمجتمع الأيرلندي في بريطانيا، والتي حافظت معها على إحساس قوي بالهوية. تظل الكنيسة محورًا حاسمًا للحياة المجتمعية بين بعض السكان المهاجرين وأحفادهم. أكبر مجموعة عرقية بين الكهنوت الكاثوليكي الروماني في بريطانيا لا تزال أيرلندية (في الولايات المتحدة، الرتب العليا في التسلسل الهرمي للكنيسة هي في الغالب من أصل أيرلندي). الرئيس السابق للكنيسة الرومانية الكاثوليكية في اسكتلندا هو الكاردينال كيث أوبراين.
شهدت اسكتلندا قدرًا كبيرًا من الهجرة الأيرلندية، خاصة في غلاسكو وإدنبرة وكواتبريدج. أدى ذلك إلى تشكيل نادي سلتيك لكرة القدم في عام 1888 على يد الأخ ماريست والفريد لجمع الأموال لمساعدة المجتمع. تأسس نادي هيبرنيان في إدنبرة عام 1875، وفي عام 1909 تم تشكيل نادي آخر له روابط أيرلندية، وهو دندي يونايتد. وبالمثل شكلت الجالية الأيرلندية في لندن نادي اتحاد الرجبي الأيرلندي في لندن. يشير التعداد السكاني للمملكة المتحدة لعام 2001 إلى وجود 50000 شخص في اسكتلندا على أنهم من أصول أيرلندية.
حافظ الأيرلنديون على وجود سياسي قوي في المملكة المتحدة (معظمهم في اسكتلندا)، وفي الحكومة المحلية وعلى المستوى الوطني. كان رؤساء الوزراء السابقون ديفيد كاميرون، وتوني بلير، وجون ميجور، وجيمس كالاهان من بين الكثيرين في بريطانيا من أصل أيرلندي جزئي؛ والدة بلير، هازل إليزابيث روزالين كورسكادن، ولدت في 12 يونيو 1923 في باليشانون، مقاطعة دونيجال. المستشار السابق جورج أوزبورن هو عضو في الطبقة الأرستقراطية الأنجلو أيرلندية ووريث بارونات بالينتايلور وباليليمون.
علاوة على ذلك، تقيم المملكة المتحدة احتفالات رسمية عامة بعيد القديس باتريك. في حين تم تعليق العديد من هذه الاحتفالات في السبعينيات بسبب الاضطرابات، يتم الآن الاحتفال بالعيد على نطاق واسع من قبل جمهور المملكة المتحدة.

## بقية أوروبا
تعود الروابط الأيرلندية مع القارة إلى قرون عديدة. خلال أوائل العصور الوسطى، 700-900 م، سافر العديد من الشخصيات الدينية الأيرلندية إلى الخارج للتبشير وأنشأوا أديرة فيما يُعرف باسم البعثة الهيبرنوية الاسكتلندية. أسس القديس بريوك المدينة التي تحمل اسمه في بريتاني، وأسس القديس كولمان دير بوبيو الكبير في شمال إيطاليا، وكان أحد رهبانه القديس غال الذي سُميت مدينة سانت غالن السويسرية وكانتون سانت غالن باسمه.
أثناء الإصلاح المضاد، أصبحت الروابط الدينية والسياسية الأيرلندية مع أوروبا أقوى. تم تطوير مركز مهم للتعليم والتدريب للكهنة الأيرلنديين في لوفين (Lúbhan باللغة الأيرلندية) في دوقية برابانت، الآن في فلاندرز (شمال بلجيكا). أدت رحلة الإيرل عام 1607 إلى فرار الكثير من النبلاء الغيلية من البلاد، وبعد حروب القرن السابع عشر فر كثيرون آخرون إلى إسبانيا وفرنسا والنمسا وغيرها من الأراضي الرومانية الكاثوليكية. انضم اللوردات وخدمهم ومؤيدوهم إلى جيوش هذه البلدان، وكانوا يُعرفون باسم الإوز البري. ارتقى بعض اللوردات وأحفادهم إلى مناصب عليا في بلدانهم المعتمدة، مثل الجنرال والسياسي الإسباني ليوبولدو أودونيل، دوق تطوان الأول، الذي أصبح رئيسًا لحكومة إسبانيا أو الجنرال والسياسي الفرنسي باتريس دي. ماك ماهون، دوق ماجنتا ، الذي أصبح رئيسًا للجمهورية الفرنسية. تأسست شركة هينيسي الفرنسية لتصنيع الكونياك على يد ريتشارد هينيسي، وهو ضابط أيرلندي في فوج كلير التابع للواء الأيرلندي بالجيش الفرنسي. في إسبانيا والأقاليم التابعة لها، يمكن العثور على العديد من المتحدرين الأيرلنديين باسم أوبريجون ( أوبراين، أيرلندي، Ó Briain )، بما في ذلك الممثلة المولودة في مدريد آنا فيكتوريا غارسيا أوبريغون.
خلال القرن العشرين، اتخذ بعض المثقفين الأيرلنديين موطنهم في أوروبا القارية، وخاصة جيمس جويس، ولاحقًا صامويل بيكيت (الذي أصبح رسولًا للمقاومة الفرنسية). قاد إيوين أودوفي لواءًا مكونًا من 700 متطوع أيرلندي للقتال من أجل فرانكو خلال الحرب الأهلية الإسبانية، وقاد فرانك رايان عمود كونولي الذي قاتل على الجانب الآخر، مع الألوية الجمهورية الدولية. أصبح ويليام جويس داعية باللغة الإنجليزية لألمانيا النازية، والمعروف بالعامية باسم اللورد هاو هاو.

## الأمريكتين
قام بعض الأيرلنديين الأوائل الذين سافروا إلى العالم الجديد بذلك كأعضاء في الحامية الإسبانية في فلوريدا خلال ستينيات القرن السادس عشر، وشاركت أعداد صغيرة من المستعمرين الأيرلنديين في الجهود المبذولة لإنشاء مستعمرات في منطقة الأمازون، وفي نيوفاوندلاند، وفيرجينيا. بين 1604 و1630. وفقًا للمؤرخ دونالد أكينسون، كان هناك "عدد قليل جدًا" من الأيرلنديين الذين تم نقلهم قسراً إلى العالم الجديد خلال هذه الفترة.
مزرعة أولستر، من قبل ملكية ستيوارت في أوائل القرن السابع عشر، في المقام الأول في الأراضي التي اكتسبتها رحلة الإيرلز، مع عدد متساو من الأسكتلنديين المخلصين في الأراضي المنخفضة ونهر الحدود الإنجليزية الزائدة عن الحاجة،  تسبب في الاستياء، كما فعل نقل جميع الممتلكات المملوكة للكنيسة الرومانية الكاثوليكية إلى كنيسة أيرلندا، مما أدى إلى التمرد الأيرلندي عام 1641. بعد فشل التمرد، بدأ نظام الكومنولث في تهدئة أيرلندا، من خلال إصدار الأحكام ونقل المتمردين الأيرلنديين (المعروفين باسم "المحافظين") والكهنة الكاثوليك والرهبان ومدرسي المدارس، إلى العبودية في مستعمرات العالم الجديد التابعة للتاج. وزاد هذا في أعقاب الغزو الكرومويلي لأيرلندا (1649-1653)، وحروب الممالك الثلاث (1639-1653). استولى كرومويل على الأراضي الأيرلندية لتسديد مستحقات المستثمرين الذين مولوا الغزو وكدفعة لجنوده، الذين استقر الكثير منهم في أيرلندا. ونتيجة لذلك، أُمر الأيرلنديون في لينستر ومونستر، الذين تبلغ قيمة ممتلكاتهم أكثر من 10 جنيهات إسترلينية، بالانتقال إلى كونوت، إلى أرض لا تزيد قيمتها عن ثلث قيمة ممتلكاتهم الحالية، أو سيتم نفيهم تحت وطأة الموت. . في القرن السابع عشر، قُدر عدد الأيرلنديين الذين هاجروا إلى مستعمرات العالم الجديد بنحو 50.000، أي 165.000 بحلول عام 1775.
انخفض عدد سكان أيرلندا من 1,466,000 إلى 616,000 بين عامي 1641 و1652، ويُعزى أكثر من 550,000 إلى المجاعة والأسباب الأخرى المرتبطة بالحرب.

### الأرجنتين
في القرن التاسع عشر وأوائل القرن العشرين، هاجر أكثر من 38000 إيرلندي إلى الأرجنتين. كانت المجتمعات والمدارس الأيرلندية المتميزة موجودة حتى عصر بيرون في الخمسينيات من القرن الماضي.
يوجد اليوم ما يقدر بنحو 500.000 شخص من أصل أيرلندي في الأرجنتين، أي ما يقرب من 15.5% من سكان جمهورية أيرلندا الحاليين؛ ومع ذلك، قد تكون هذه الأرقام أعلى بكثير، نظرًا لأن العديد من الوافدين الأيرلنديين الجدد أعلنوا أنهم بريطانيون، حيث كانت أيرلندا في ذلك الوقت لا تزال جزءًا من المملكة المتحدة واليوم تم دمج أحفادهم في المجتمع الأرجنتيني بسلالات مختلطة.
ويتكون المجتمع الأيرلندي الأرجنتيني الحديث من بعض أحفادهم، ويقدر العدد الإجمالي بما بين 500.000 و1.000.000.
الأرجنتين هي موطن خامس أكبر جالية أيرلندية في العالم، والأكبر في دولة غير ناطقة باللغة الإنجليزية والأكبر في أمريكا اللاتينية.
على الرغم من حقيقة أن الأرجنتين لم تكن أبدًا الوجهة الرئيسية للمهاجرين الأيرلنديين، إلا أنها تشكل جزءًا من الشتات الأيرلندي. لاحظ الأيرلندي الأرجنتيني ويليام بولفين أثناء سفره حول ويستميث في أوائل القرن العشرين أنه التقى بالعديد من السكان المحليين الذين زاروا بوينس آيرس. تم تشجيع العديد من العائلات من جزيرة بيري ، مقاطعة كورك، على إرسال مهاجرين إلى الأرجنتين من قبل أحد سكان الجزيرة الذي نجح هناك في ثمانينيات القرن التاسع عشر.
يعتبر ويليام براون بطلاً قومياً، وهو المواطن الأيرلندي الأكثر شهرة في الأرجنتين. مؤسس البحرية الأرجنتينية ( Armada de la República Argentina, ARA) وقائد القوات المسلحة الأرجنتينية في الحروب ضد البرازيل وإسبانيا، ولد في فوكسفورد، مقاطعة مايو في 22 يونيو 1777 وتوفي في بوينس آيرس عام 1857.
أول منشور باللغة الإنجليزية الكاثوليكية الرومانية بالكامل يُنشر في بوينس آيرس، The Southern Cross هي صحيفة أرجنتينية تأسست في 16 يناير 1875 على يد دين باتريسيو ديلون، وهو مهاجر أيرلندي ونائب عن مقاطعة بوينس آيرس ورئيس لجنة الشؤون الرئاسية من بين مناصب أخرى. تستمر الصحيفة في الطباعة حتى يومنا هذا وتنشر دليل المبتدئين للغة الأيرلندية، لمساعدة الأرجنتينيين الأيرلنديين على البقاء على اتصال بتراثهم الثقافي. سابقًا، نجح الأخوان إدوارد ومايكل مولهال، المولودان في دبلن، في نشر The Standard، والتي يُزعم أنها أول صحيفة يومية باللغة الإنجليزية في أمريكا الجنوبية.
بين عامي 1943 و1946، كان الرئيس الفعلي للأرجنتين هو إديلميرو فاريل، الذي كان أصله الأب إيرلنديًا.

### برمودا

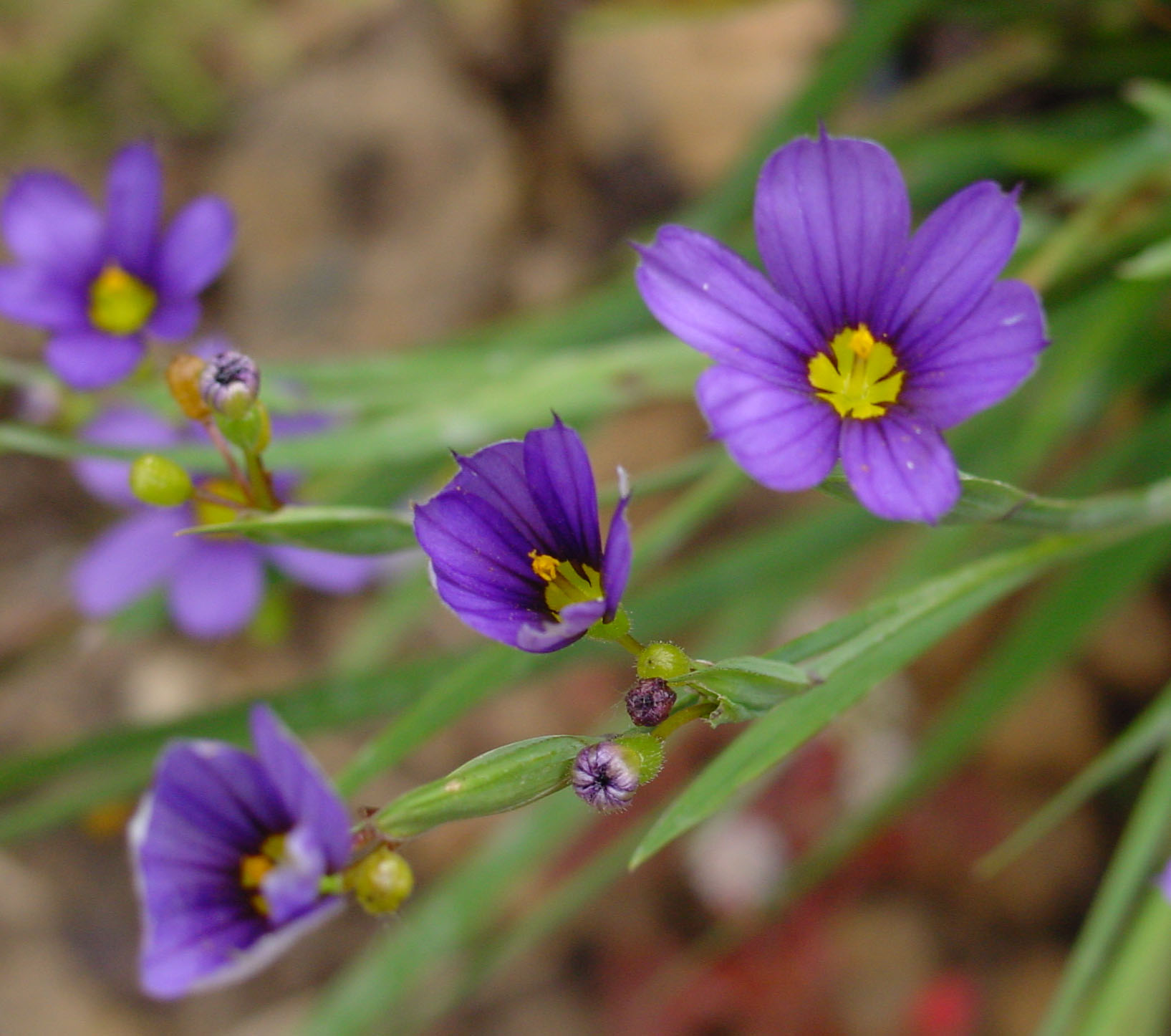
برموديانا (Sisyrinchium bermudiana)، توجد فقط في برمودا وأيرلندا

في وقت مبكر من تاريخها، كانت لبرمودا علاقات معروفة مع أيرلندا. ويقال أن القديس بريندان اكتشفها خلال رحلته الأسطورية. تم تسمية مستشفى للأمراض النفسية المحلية (أعيدت تسميتها منذ ذلك الحين) باسمه.    في عام 1616، وقعت حادثة وصل فيها خمسة مستوطنين بيض إلى أيرلندا، بعد أن عبروا المحيط الأطلسي (مسافة حوالي 5,000 كيلومتر (3,100 ميل) ) في قارب يزن طنين.  وبحلول العام التالي، سُميت إحدى جزر برمودا الرئيسية باسم أيرلندا .  بحلول منتصف القرن السابع عشر، تم شحن أسرى الحرب والأسرى المدنيين الأيرلنديين قسراً إلى برمودا، وحُكم عليهم بالعبودية القسرية .  لقد أصبح هؤلاء الأشخاص مستأجرين نتيجة لغزو كرومويل لأيرلندا .  أدى الغزو الكرومويلي إلى إرسال الأسرى الأيرلنديين، من خلفيات عسكرية ومدنية، كخدم بالسخرة إلى جزر الهند الغربية. رأت حكومة الكومنولث البروتستانتي أن إرسال الخدم المستأجرين من أيرلندا إلى منطقة البحر الكاريبي يساعدهم في غزو الجزيرة (عن طريق إزالة أقوى مقاومة ضد حكمهم) وإنقاذ أرواح الخدم الأيرلنديين الكاثوليك الرومانيين من خلال توطينهم في المستعمرات التي يهيمن عليها البروتستانت. حيث من المفترض أنهم سيتحولون حتمًا إلى " الإيمان الحقيقي ". 

سرعان ما بدأت هذه التغيرات الديموغرافية السريعة في إثارة قلق السكان الأنجلو برموديين المهيمنين، ولا سيما الخدم الأيرلنديين المستأجرين، الذين كان من المفترض أن معظمهم يمارسون الكاثوليكية سرًا (حظرت الحكومة الاستعمارية التراجع عن القانون). ظلت العلاقات بين المجتمع الأنجلو برمودي والخدم الأيرلنديين المستأجرين عدائية باستمرار، مما أدى إلى استجابة الأيرلنديين للنبذ من خلال الاندماج في نهاية المطاف مع المجتمعات الاسكتلندية والأفريقية والأمريكية الأصلية في برمودا لتشكيل مجموعة ديموغرافية جديدة: الملونون ، والتي تعني في برمودا أي شخص ليس بالكامل من أصل أوروبي . في برمودا الحديثة، تم استبدال المصطلح بـ " أسود "، حيث يتم ضمنيًا بشكل خاطئ أصل أفريقي من جنوب الصحراء الكبرى. وسرعان ما أثبت الأيرلنديون عدائهم لظروفهم الجديدة في برمودا، وسرعان ما نصت التشريعات الاستعمارية على ما يلي:
أن أولئك الذين لديهم خدم أيرلنديون يجب أن يحرصوا على ألا يتشتتوا ليلاً أو نهارًا كما هو شائع جدًا معهم. إذا أهمل أي سادة أو سيدات فيما بعد في مراقبتهم، فسيتم تغريمهم وفقًا لتقدير الحاكم والمستشار، ولن يكون قانونيًا لأي ساكن في هذه الجزر شراء أو شراء المزيد من الأمة الأيرلندية. بأي ذريعة كانت".
في سبتمبر 1658، تم جلد ثلاثة إيرلنديين - جون تشيهين (شيهان، شيهان، شين، أو شين)، وديفيد لاراجين، وإدموند مالوني - لخرقهم حظر التجول والاشتباه في قيامهم بسرقة قارب. كما تمت معاقبة جيمز بينينج (خادم اسكتلندي بالسخرة)، وبلاك فرانكي (خادم للسيد جون ديفيت)، وتوماكين، وكليمنتو، وبلاك ديك (خدم السيدة آن تريمنجهام).
في عام 1661، زعمت الحكومة الاستعمارية أن تحالفًا من السود والأيرلنديين كان يدبر مؤامرة، تضمنت قطع رقاب جميع البرموديين من أصل إنجليزي. حاكم برمودا، ويليام سايل (الذي عاد إلى برمودا بعد أن اعترفت الحكومة الاستعمارية البرمودية بسلطة البرلمان) واجه المؤامرة المزعومة بثلاثة مراسيم: الأول هو رفع الحراسة الليلية في جميع أنحاء المستعمرة؛ ثانياً، تجريد العبيد والأيرلنديين من أسلحة الميليشيات؛ وثالثًا، أن يتم تفريق أي تجمع لاثنين أو أكثر من الأيرلنديين أو العبيد بالجلد. لم تكن هناك اعتقالات أو محاكمات أو عمليات إعدام مرتبطة بالمؤامرة، على الرغم من اكتشاف أن امرأة أيرلندية تدعى مارغريت كانت متورطة عاطفيًا مع مواطن أمريكي؛ لقد تم التصويت عليها لوصمها وتم جلدها.
خلال القرنين السابع عشر والثامن عشر، اختزلت المجموعات الديموغرافية المختلفة للمستعمرة إلى البيض الأحرار ومعظمهم من البرموديين "الملونين" المستعبدين ذوي الثقافة الأنجلو برمودية المتجانسة. لم يبق سوى القليل من الثقافة الأيرلندية التي جلبها الخدم المستأجرون من أيرلندا. تم حظر الكاثوليكية في برمودا من قبل السلطات الاستعمارية، وكان القانون يطلب من جميع سكان الجزيرة حضور قداس الكنيسة الأنجليكانية القائمة. ومع ذلك، فإن بعض الألقاب التي كانت شائعة في برمودا في هذه الفترة، تقدم دليلاً باقياً على الوجود الأيرلندي. على سبيل المثال، المنطقة الواقعة إلى الشرق من خليج بيلي، في هاميلتون باريش، سُميت كالان جلين نسبة إلى كاتب السفن الاسكتلندي المولد، كلود ماك كالان، الذي استقر في برمودا بعد تحطم السفينة التي كان راكبًا فيها قبالة الشاطئ الشمالي في عام 1787. سبح ماك كالان إلى صخرة أنقذه منها صياد في خليج بيلي يُدعى دانيال سيون (شيهان). تم تعيين دانييل سيون لاحقًا كاتبًا لمجلس النواب وكاتبًا للمحكمة العامة في عام 1889 (كان أيضًا مسجل المحكمة العليا، وتوفي في عام 1909).

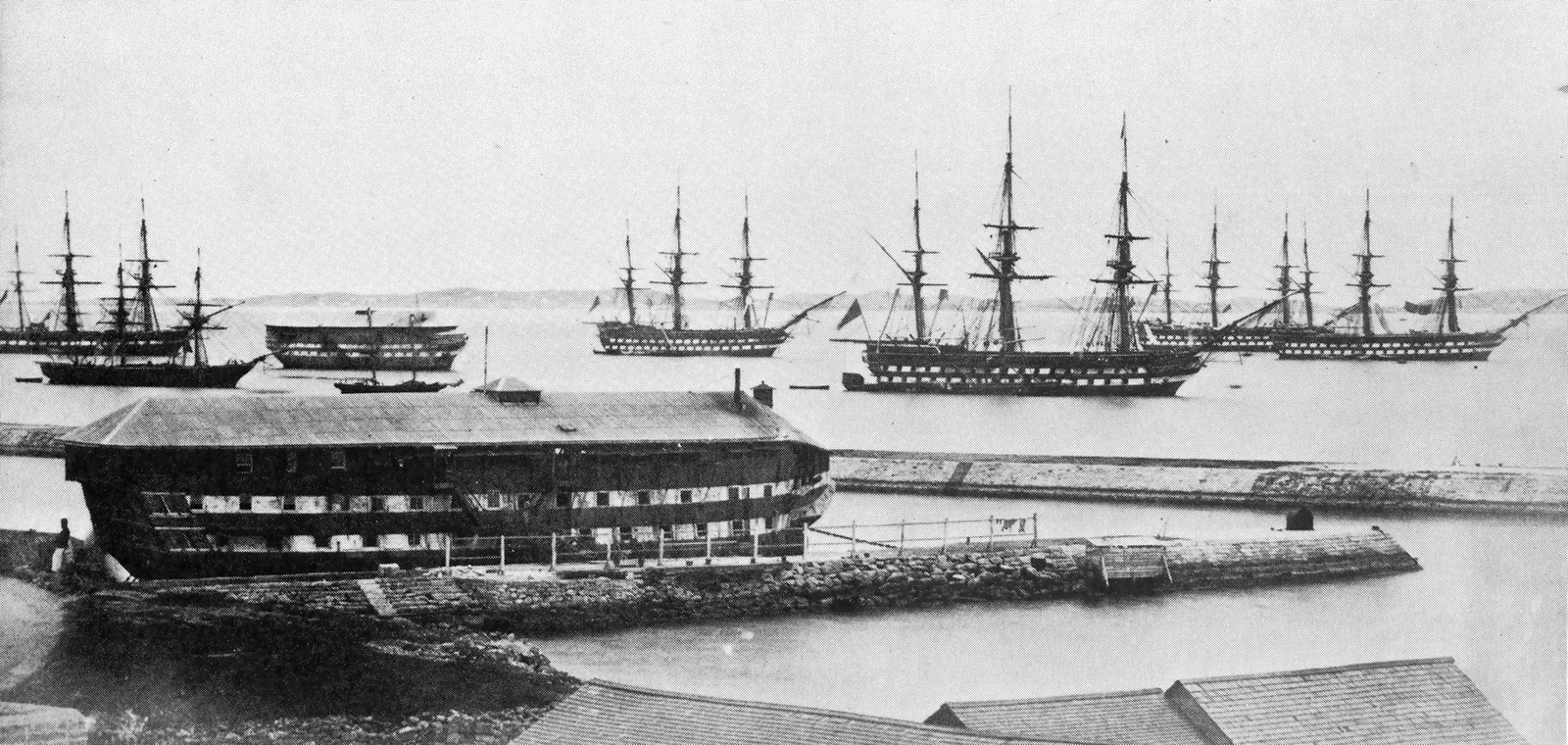
هيكل ميدواي ومرسى خليج غراسي يُرى من HMD Bermuda في عام 1862

في عام 1803، وصل الشاعر الأيرلندي توماس مور إلى برمودا، بعد أن تم تعيينه مسجلاً للأميرالية هناك. روبرت كينيدي، المولود في كولترا، مقاطعة داون، كان سكرتيرًا لمستعمرات حكومة برمودا ، وكان القائم بأعمال حاكم برمودا في ثلاث مناسبات (1829، 1830 و1835-1836). تم إرسال السجناء الأيرلنديين مرة أخرى إلى برمودا في القرن التاسع عشر، بما في ذلك المشاركين في تمرد الشباب الأيرلندي المشؤوم عام 1848، والصحفي والسياسي القومي جون ميتشل، والرسام والقاتل المدان ويليام بيرك كيروان. جنبًا إلى جنب مع المدانين الإنجليز، تم استخدامهم لبناء حوض بناء السفن البحري الملكي في جزيرة أيرلندا. كانت ظروف المدانين قاسية، وكان الانضباط شديد القسوة. في أبريل 1830، قُتل المدان جيمس رايان بالرصاص أثناء أعمال شغب للمدانين في جزيرة أيرلندا. وحُكم على خمسة مدانين آخرين بالإعدام لدورهم في أعمال الشغب، مع نقل الثلاثة الأصغر سناً إلى وسائل النقل (إلى أستراليا ) مدى الحياة. في يونيو 1849، تم وضع المدان جيمس كرونين، على متن السفينة ميدواي في جزيرة أيرلندا، في الحبس الانفرادي من اليوم الخامس والعشرين إلى اليوم التاسع والعشرين بسبب القتال. عند إطلاق سراحه وإعادته إلى العمل، رفض أن يتم كيه. ركض نحو حاجز الأمواج، ملوحًا بلعبة البوكر مهددًا. لهذا السبب، أُمر بتلقي العقوبة (الجلد على الأرجح) يوم الثلاثاء، 3 يوليو 1849، مع تجمع المدانين الآخرين على متن الهيكل خلف حاجز للشهادة. وعندما أمر بالتعري تردد. خاطبه توماس كرونين، شقيقه الأكبر، واندفع إلى الأمام، وهو يلوح بسكين، إلى السكة الفاصلة. نادى السجناء الآخرين باللغة الأيرلندية وانضم إليه الكثيرون في محاولة تحرير السجين ومهاجمة الضباط. أطلق الضباط النار. قُتل رجلان وجُرح اثني عشر. ثم تم تنفيذ عقوبة جيمس كرونين. استجاب ثلاثمائة رجل من فوج القدم 42، في ثكنات في جزيرة أيرلندا، إلى مكان الحادث تحت السلاح.
على الرغم من أن الكنيسة الرومانية الكاثوليكية (التي كانت محظورة في برمودا، كما هو الحال في بقية إنجلترا، منذ الاستيطان) بدأت العمل بشكل علني في برمودا في القرن التاسع عشر، إلا أنه لم يُسمح لكهنتها بإجراء التعميد أو حفلات الزفاف أو الجنازات. باعتبارها أهم قاعدة بحرية وعسكرية بريطانية في نصف الكرة الغربي بعد استقلال الولايات المتحدة، خدم عدد كبير من الجنود الروم الكاثوليك الأيرلنديين في حامية برمودا التابعة للجيش البريطاني (استفادت البحرية الملكية أيضًا من حمولة سفينة من المهاجرين الأيرلنديين تحطمت في برمودا، مع معظمهم يتم تجنيدهم في البحرية هناك). أجرى قساوسة الجيش البريطاني أولى الخدمات الكاثوليكية الرومانية في برمودا في أوائل القرن التاسع عشر. أكاديمية ماونت سانت أغنيس، وهي مدرسة خاصة تديرها الكنيسة الرومانية الكاثوليكية في برمودا، افتتحت في عام 1890 بناء على طلب من ضباط فوج القدم 86 (مقاطعة داون الملكية) (الذي تم نشره في برمودا من عام 1880 إلى عام 1883)، والذي كان لديه طلب من رئيس أساقفة هاليفاكس، نوفا سكوتيا ، مدرسة لأطفال الجنود الأيرلنديين من الروم الكاثوليك.
لم يكن جميع الجنود الأيرلنديين في برمودا يعيشون حياة سعيدة هناك. أُدين الجندي جوزيف مكدانيل من فوج القدم الثلاثين (الذي ولد في جزر الهند الشرقية لأب أيرلندي وأم ماليزية ) بقتل ماري سويرز في يونيو 1837، بعد العثور عليه مصابًا بجرح ألحقه بنفسه. وجسدها الذي لا حياة فيه. وعلى الرغم من أنه أصر على براءته طوال المحاكمة، إلا أنه بعد إدانته اعترف بأنهما اتفقا على الموت معًا. وعلى الرغم من أنه نجح في قتلها، إلا أنه فشل في قتل نفسه. تم إعدامه يوم الأربعاء 29 نوفمبر 1837. حُكم على الجندي باتريك شيا من فوج القدم العشرين بالإعدام في يونيو 1846، لإطلاقه سلاحه على الرقيب جون إيفانز. وتم تخفيف عقوبته إلى النقل (إلى أستراليا ) مدى الحياة. في أكتوبر 1841، تم أيضًا نقل بيتر دويل المولود في مقاطعة كارلو إلى أستراليا لمدة أربعة عشر عامًا لإطلاق النار على اعتصام. وأوضح في محاكمته العسكرية أنه كان في حالة سكر في ذلك الوقت.
اتخذ جنود أيرلنديون آخرون، بعد تسريحهم من الخدمة، منزلًا في برمودا، وبقوا هناك لبقية حياتهم. تم تسريح سابر كورنيليوس فاريل المولود في دبلن في برمودا من المهندسين الملكيين. تبعه أبناؤه الثلاثة المولودون في برمودا في الجيش، وقاتلوا على الجبهة الغربية خلال الحرب العالمية الأولى في فيلق بنادق برمودا التطوعي.
على الرغم من قلة الأدلة الباقية على الثقافة الأيرلندية، إلا أن بعض سكان الجزر المسنين يتذكرون متى تم استخدام مصطلح "سيليج" (أو كيليك) لوصف طريقة شائعة لصيد السلاحف البحرية عن طريق خداعها للسباحة في شباك معدة مسبقًا (تم ذلك بواسطة رش حجر على الخط - السيليج - في الماء على الجانب الآخر من السلحفاة). في الأيرلندية هناك كلمة cílí وتعني ماكر. يتم استخدامه في التعبير Isé an cílí certé (يُنطق Shayeh kilic airtay) ويعني يا له من حذاء خبيث. وبدلاً من ذلك، يمكن أن تكون الكلمة مشتقة من كلمة أيرلندية تعني مرساة من الحجر والخشب. قد تشير خصائص اللهجات البرمودية الأقدم، مثل نطق الحرف "d" على أنه "dj"، كما هو الحال في البرمودجين (البرمودية)، إلى أصل أيرلندي. واصل المهاجرون الأيرلنديون لاحقًا المساهمة في تكوين برمودا، حيث يُنظر الآن إلى أسماء مثل كروكويل (Ó Creachmhaoil) وأوكونور (Ó Conchobhair) محليًا على أنها أسماء برمودية. يمكن رؤية التأثير الأيرلندي الأقوى المتبقي في وجود مزمار القربة في موسيقى برمودا، والذي نشأ من وجود الجنود الاسكتلنديين والأيرلنديين من القرن الثامن عشر حتى القرن العشرين.
توجد سلسلة من المحافل الماسونية الأيرلندية في برمودا، بدءًا من المحفل العسكري رقم 192، الذي أنشأه جنود الفوج 47 للقدم، ويعمل في برمودا من عام 1793 إلى عام 1801. كان هذا نزلًا متنقلًا أو متنقلًا، كما هو الحال مع النزل العسكرية الأخرى، يتحرك مع أعضائه. كان المحفل الأيرلندي رقم 220 (أيضًا نزل عسكري متنقل) نشطًا في برمودا من عام 1856 إلى عام 1861، وتم إنشاء المحفل الأيرلندي رقم 209 في برمودا عام 1881. كان ميندر لودج رقم 63 من الدستور الأيرلندي موجودًا في برمودا مع الفوج العشرين للقدم من عام 1841 إلى عام 1847. تم إقرار محفل هانيبال رقم 224 من الدستور الأيرلندي في عام 1867، ولا يزال موجودًا، ويجتمع في القاعة الماسونية في أولد ميدز لين، سانت جورج. تم إقرار فصل آخر عن حنبعل، رقم 123 من الدستور الأيرلندي، في عام 1877، لكنه استمر حتى عام 1911 فقط.

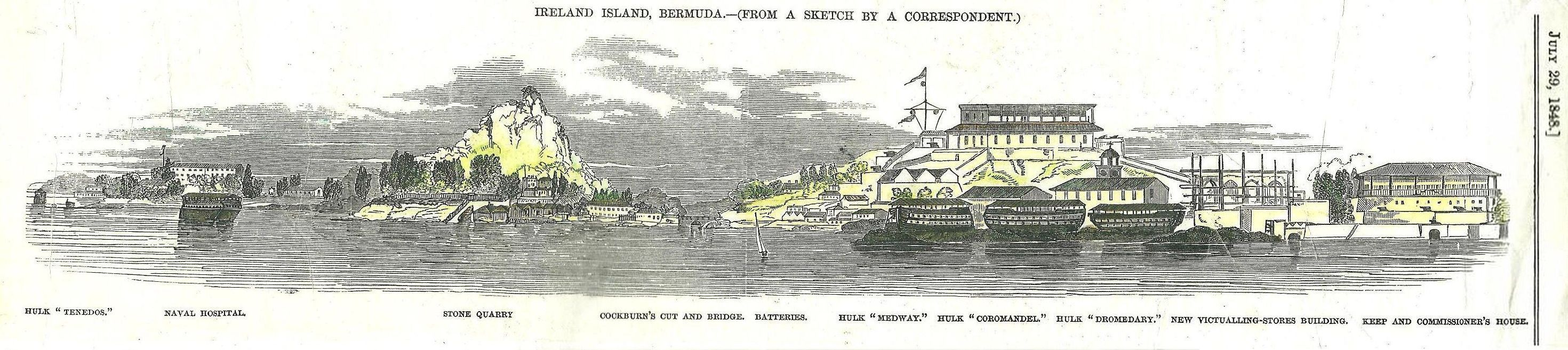
نقش خشبي من عام 1848 لـ حوض بناء السفن البحرية الملكية، برمودا، جزيرة أيرلندا، برمودا.

### البرازيل
كان أول مستوطن أيرلندي معروف في البرازيل هو المبشر توماس فيلد، الذي وصل إلى البرازيل في أواخر عام 1577 وقضى ثلاث سنوات في بيراتينينجا ( ساو باولو حاليًا). في عام 1612، أنشأ الأخوان الأيرلنديان فيليب وجيمس بورسيل مستعمرة في توريج، عند مصب نهر الأمازون، حيث أقيمت أيضًا المستوطنات الإنجليزية والهولندية والفرنسية. كان العديد من المستعمرين يتاجرون في التبغ والأصباغ والأخشاب الصلبة. وصلت مجموعة ثانية من المستوطنين الأيرلنديين بقيادة برناردو أوبراين من مقاطعة كلير في 1620. أول احتفال مسجل بعيد القديس باتريك كان في 17 مارس.
أثناء ال حرب سيسبلاتين ، أرسلت البرازيل مجندين إلى أيرلندا لتجنيد الرجال كجنود للحرب ضد الأرجنتين. تم وعد أي إيرلندي قام بالتسجيل في الجيش البرازيلي بأنه إذا تم تجنيده فسوف يحصل على منحة أرض بعد خمس سنوات من الخدمة. تم تجنيد ما يقرب من 2400 رجل، وعندما وصلوا إلى البرازيل (كثير منهم مع عائلاتهم)، تم إهمالهم تمامًا من قبل الحكومة. تمرد الأيرلنديون مع فوج ألماني، ودارت حرب مفتوحة لعدة أيام في شوارع ريو دي جانيرو. في حين تم إرسال معظمهم في نهاية المطاف إلى وطنهم أو هاجروا مرة أخرى إلى كندا أو الأرجنتين، بقي البعض منهم وتم إرسالهم لتشكيل مستعمرة في مقاطعة باهيا.
بذلت البرازيل عدة محاولات لجلب المزيد من المهاجرين الأيرلنديين للاستقرار في البلاد، ومع ذلك، كانت معظم الأراضي الممنوحة للمستوطنين مسامية أو في أماكن نائية للغاية. مات العديد من المستوطنين الأيرلنديين أو هاجروا مرة أخرى إلى بلدان أخرى. في الوقت نفسه، خدم العديد من الشخصيات الأيرلندية البارزة في مناصب دبلوماسية في البرازيل لصالح المملكة المتحدة (حيث كانت أيرلندا جزءًا من الإمبراطورية البريطانية). القومي الأيرلندي والدبلوماسي البريطاني روجر كاسيمنت، شغل منصب القنصل البريطاني في سانتوس، بيليم، وفي ريو دي جانيرو.

### كندا
كشف تعداد عام 2006 الذي أجراه ستاتكان، المكتب الإحصائي الرسمي الكندي، أن الأيرلنديين كانوا رابع أكبر مجموعة عرقية تضم 4,354,155 كنديًا من أصل أيرلندي كامل أو جزئي أو 14% من إجمالي سكان البلاد. خلال التعداد السكاني لعام 2016 الذي أجرته هيئة الإحصاء الكندية، احتفظت العرقية الأيرلندية بمكانتها باعتبارها رابع أكبر مجموعة عرقية تضم 4,627,000 كنديًا من أصل أيرلندي كامل أو جزئي.
بعد الاستيطان الدائم للأيرلنديين في نيوفاوندلاند في أواخر القرن الثامن عشر وأوائل القرن التاسع عشر، بأغلبية ساحقة من مقاطعة وترفورد، بدأت الهجرة المتزايدة للأيرلنديين إلى أماكن أخرى في كندا في العقود التي تلت حرب عام 1812 وشكلت جزءًا كبيرًا من الهجرة الكبرى لكندا. بين عامي 1825 و1845، كان 60% من جميع المهاجرين إلى كندا من الأيرلنديين؛ وفي عام 1831 وحده، وصل حوالي 34000 إلى مونتريال.
بين عامي 1830 و1850، وصل 624.000 إيرلندي. ومن الناحية السياقية، في نهاية هذه الفترة، بلغ عدد سكان مقاطعات كندا 2.4 مليون نسمة. إلى جانب كندا العليا (أونتاريو)، وكندا السفلى (كيبيك)، والمستعمرات البحرية في نوفا سكوتيا، وجزيرة الأمير إدوارد ونيو برونزويك، وخاصة سانت جون، كانت نقاط الوصول. لم يبق كل شيء. هاجر الكثير منهم إلى الولايات المتحدة أو إلى غرب كندا في العقود التالية. قليلون عادوا إلى أيرلندا.
العديد من سكان نيوفاوندلاند هم من أصل أيرلندي. تشير التقديرات إلى أن حوالي 80% من سكان نيوفاوندلاند لديهم أصول أيرلندية على جانب واحد على الأقل من شجرة عائلتهم. أسماء العائلات، والديانة الكاثوليكية السائدة، وانتشار الموسيقى الأيرلندية - وحتى لهجات الناس - تذكرنا بأيرلندا الريفية لدرجة أن المؤلف الأيرلندي تيم بات كوغان وصف نيوفاوندلاند بأنها "أكثر الأماكن الأيرلندية في العالم خارج أيرلندا". نيوفاوندلاند الأيرلندية، لهجة اللغة الأيرلندية الخاصة بالجزيرة كانت منتشرة على نطاق واسع حتى منتصف القرن العشرين. وهي تشبه إلى حد كبير اللغة التي سمعت في جنوب شرق أيرلندا منذ قرون مضت، وذلك بسبب الهجرة الجماعية من مقاطعات تيبيراري، ووترفورد، وويكسفورد، ومقاطعة كيري وكورك.
تتميز سانت جون، نيو برونزويك، بكونها المدينة الأيرلندية الأكثر في كندا، وفقًا لسجلات التعداد السكاني. كان هناك مستوطنون أيرلنديون في نيو برونزويك منذ أواخر القرن الثامن عشر على الأقل، ولكن خلال ذروة المجاعة الأيرلندية الكبرى (1845–1847)، هاجر آلاف الأيرلنديين عبر جزيرة بارتريدج في ميناء سانت جون. وكان معظم هؤلاء الأيرلنديين من الروم الكاثوليك، الذين غيروا شكل المدينة الموالية. يمكن أيضًا العثور على مجتمع أيرلندي كبير ونابض بالحياة في منطقة ميراميتشي في نيو برونزويك.
مقاطعة غيسبورو، نوفا سكوتيا لديها العديد من القرى الأيرلندية الريفية. إيرينفيل (والتي تعني آيرشفيل)، ونهر السلمون، وأوغدن، وبانتري (سميت على اسم خليج بانتري، مقاطعة كورك، أيرلندا ولكنها الآن مهجورة ونشأت في الأشجار) وغيرها، حيث تنتشر الأسماء الأخيرة الأيرلندية واللهجة تذكرنا باللهجة الأيرلندية مثل وكذلك الموسيقى والتقاليد والدين (الروم الكاثوليك) وحب أيرلندا نفسها. بعض المقاطعات الأيرلندية التي وصل منها هؤلاء الأشخاص كانت مقاطعة كيري (شبه جزيرة دينجل)، ومقاطعة كورك، ومقاطعة روسكومون، إلى جانب مقاطعات أخرى.
تعد كيبيك أيضًا موطنًا لمجتمع أيرلندي كبير، خاصة في مونتريال ، حيث يظهر نبات النفل الأيرلندي على علم البلدية. ومن الجدير بالذكر أن آلاف المهاجرين الأيرلنديين مروا عبر جزيرة جروس بالقرب من مدينة كيبيك خلال المجاعة، حيث استسلم الكثير منهم للتيفوس. معظم الأيرلنديين الذين استقروا بالقرب من مدينة كيبيك هم الآن من المتحدثين بالفرنسية.
كما فتح المستوطنون الكاثوليك الأيرلنديون مناطق زراعية جديدة في المناطق الشرقية التي تم مسحها مؤخرًا، ووادي أوتاوا، ومقاطعتي جاتينو وبونتياك. سيستقر الأيرلنديون من كيبيك أيضًا في مجتمعات مثل فرامبتون وسانت سيلفستر وسانت باتريك في منطقة بوس بجنوب شرق كيبيك.
يوجد في أونتاريو أكثر من 2 مليون شخص من أصل أيرلندي، والذين وصلوا بأعداد أكبر في عشرينيات القرن التاسع عشر والعقود التي تلت ذلك للعمل في البنية التحتية الاستعمارية واستيطان مساحات من الأراضي في كندا العليا، والنتيجة اليوم هي ريف مليء بأسماء الأماكن في أيرلندا. استقبلت أونتاريو عددًا كبيرًا من أولئك الذين وصلوا إلى كيبيك خلال سنوات المجاعة، وتوفي عدة آلاف في موانئ أونتاريو. أصبح المولودون في أيرلندا الأغلبية في تورونتو بحلول عام 1851.

### منطقة البحر الكاريبي
منذ عشرينيات القرن السابع عشر، هاجر العديد من طبقة التجار الأيرلنديين الكاثوليك في هذه الفترة طوعًا إلى جزر الهند الغربية للاستفادة من فرص العمل هناك التي توفرها تجارة السكر والتبغ والقطن. وتبعهم العمال الأيرلنديون الذين لا يملكون أرضًا بالسخرة، والذين تم تجنيدهم لخدمة مالك الأرض لفترة محددة قبل الحصول على الحرية والأرض. يُعرف أحفاد بعض المهاجرين الأيرلنديين اليوم في جزر الهند الغربية باسم الحمر . انتقل معظم أحفاد هؤلاء الأيرلنديين من الجزر مع تطبيق العبودية الأفريقية وبدأ السود في استبدال البيض. ساعد العديد من الأيرلنديين المولودين في بربادوس في إنشاء مستعمرة كارولينا في الولايات المتحدة.
بعد غزو كرومويل لأيرلندا، تم نقل السجناء الأيرلنديين قسراً إلى المستعمرات الإنجليزية في الأمريكتين وبيعهم في العبودية بالسخرة، وهي ممارسة أصبحت تُعرف باسم بربادوس، على الرغم من أن بربادوس لم تكن المستعمرة الوحيدة التي استقبلت الأيرلنديين. السجناء، ومن أشهرهم أولئك الذين تم إرسالهم إلى مونتسيرات. حتى يومنا هذا، تعد مونتسيرات الدولة أو الإقليم الوحيد في العالم، باستثناء جمهورية أيرلندا وأيرلندا الشمالية ومقاطعة نيوفاوندلاند الكندية، الذي يحتفل بعطلة رسمية في يوم القديس باتريك .  السكان في الغالب من أصل أيرلندي وأفريقي مختلط.

#### بورتوريكو
لعب المهاجرون الأيرلنديون دورًا أساسيًا في اقتصاد بورتوريكو. ومن أهم الصناعات في الجزيرة صناعة السكر. من بين رجال الأعمال الناجحين في هذه الصناعة كان ميغيل كونواي، الذي كان يمتلك مزرعة في بلدة هاتيلو وخوان ناجل الذي كانت مزرعته تقع في ريو بيدراس. جنرال لواء ألكسندر أورايلي، "أبو الميليشيا البورتوريكية"، عين توماس أودالي كبير مهندسي تحديث دفاعات سان خوان، وشمل ذلك قلعة سان كريستوبال. كان توماس أودالي وميغيل كيروان شريكين في "هاسيندا سان باتريسيو"، والتي أطلقوا عليها اسم شفيع أيرلندا، القديس باتريك. أحد أقارب أودالي، ديميتريو أودالي، خلف الكابتن رامون باور إي جيرالت كمندوب الجزيرة لدى المحاكم الإسبانية. المزرعة لم تعد موجودة. ومع ذلك، فإن الأرض التي تقع فيها المزرعة أصبحت الآن إحدى ضواحي سان باتريسيو وبها مركز تسوق يحمل نفس الاسم. أنشأت عائلة كوينلان مزرعتين، واحدة في مدينة توا باجا والأخرى في لويزا. كما كان للبورتوريكيين من أصل أيرلندي دور فعال في تطوير صناعة التبغ في الجزيرة. ومن بينهم ميغيل كونبوي الذي كان مؤسس تجارة التبغ في بورتوريكو.
تشمل الأماكن البارزة الأخرى في منطقة البحر الكاريبي ما يلي:
- أنتيغوا وبربودا
- بربادوس
- جامايكا
- سانت كيتس ونيفيس
- سانت لوسيا[83]
- ترينيداد وتوباغو[84]

### كولومبيا
يعود وجود الأيرلنديين وتأثيرهم في كولومبيا إلى زمن الحكم الإسباني، حيث هاجروا في فترات تاريخية مختلفة إلى شبه الجزيرة الإيبيرية ومنها إلى القارة الأمريكية، مجندين في شركات الاستعمار والتجارة والجيش والإدارة. إحدى الأحداث التي كان لهذه المجموعة فيها تأثير خاص كانت استعمار دارين (خليج أورابا) في عام 1788. في هذا المكان، تم تأسيس 64 عائلة و50 فردًا منفردًا من أمريكا الشمالية ، وأضيفت إليهم عائلات من الداخل. ومن بين هذه العائلات، كانت 28 عائلة من أصل أيرلندي، مما يوضح أهميتها العددية وتقييمها كمجموعة اجتماعية ناشئة داخل العالم الإسباني. 
ليس هناك شك في أن التركيز والمساهمات الأكبر للبلاد حدثت خلال حملات التحرر. ويكفي أن ننظر إلى القائمة التي وضعها الباحث ماثيو براون لندرك أهميتها وتأثيرها، فمن بين نحو 6808 أوروبيين، كان الأيرلنديون يمثلون 48%؛ نحن نتحدث عن أكثر من 3000 إيرلندي قاتلوا من أجل منح الحرية لكولومبيا. كان من الممكن أن يتم تجنيد هؤلاء في الفيلق الأيرلندي، حيث كانوا ضباطًا مشهورين مثل: كيسي، ديفيروكس، إيغان، فيرغسون، فولي، لاناغان، روك، لاركن، مكارثي، مورفي، أوليري، أوكونيل، أوكونور وساندرز.
بمجرد انتهاء حروب الاستقلال، كان جزء كبير منهم سيبقى ليشكل جزءًا من الجيش الكولومبي. في المقابل، كان آخرون قد هجروا الحياة العسكرية ليندمجوا في المجتمع كرجال أعمال وتجار وموسيقيين وأطباء وشعراء وعمال مناجم ومستوطنين. كان القطاع الاقتصادي الذي شارك فيه الأيرلنديون أكثر من غيرهم هو التعدين: فقد شكلوا مستعمرات تعدين صغيرة في شمال وجنوب أنتيوكيا. في منتصف القرن، قدم عامل المناجم الإنجليزي تيريل مور إلى دولة أنتيوكيا ذات السيادة مشروعًا لاستعمار 200 عائلة أيرلندية في الشمال وكاوكا السفلى، وهي نية قوبلت على ما يبدو بالرفض المحلي وزادت من المشاكل اللوجستية الأخرى التي حدثت. تجسيده مستحيل. ولكن تم إنشاء أكبر مستعمرة تعدين في الجنوب (حاليًا مقاطعة كالداس)، في مدن مثل مارماتو وسوبيا. من بين مئات عمال المناجم البريطانيين والفرنسيين والألمان والسويديين الذين انتقلوا إلى هناك بعض الأيرلنديين مثل إدواردو ماكاليستر وجوزيف رافسون ونيكولاس فيتزجيرالد وخوان أوبيرن وديفيد ديفيس ونيكولز.
بالإضافة إلى ذلك، فقد تم تسليط الضوء على هذه الهجرة في عشرات الأعمال الأدبية والأكاديمية، أهمها: الدم الأيرلندي في أنتيوكيا (Sangre irlandesa en Antioquia)، لأكويلس إيشيفيري، المنحدر الأيرلندي؛ أسرار المناجم (Los místeres de las minas)، بقلم ألفارو جارتنر والملاذ: التاريخ العالمي للمعركة (El Santuario: Historia global de una Batalla)، بقلم ماثيو براون. ولكل ما سبق، يتضح أن الهجرة الأيرلندية لم تكن غريبة علينا، كما أن وجودها وآثارها وتأثيرها يشكل أيضاً جزءاً مهماً من ماضينا وتراثنا التاريخي والثقافي.

### شيلي
العديد من الإوز البري، الجنود الأيرلنديون المغتربون الذين ذهبوا إلى إسبانيا، أو أحفادهم، واصلوا طريقهم إلى مستعمراتها في أمريكا الجنوبية. ارتقى العديد منهم إلى مناصب بارزة في الحكومات الإسبانية هناك. وفي عشرينيات القرن التاسع عشر، ساعد بعضهم في تحرير القارة. كان برناردو أوهيغينز أول مدير أعلى لتشيلي. عندما احتلت القوات التشيلية ليما أثناء حرب المحيط الهادئ عام 1881، عينت باتريسيو لينش مسؤولاً، والذي جاء جده من أيرلندا إلى الأرجنتين ثم انتقل إلى تشيلي. وتشمل دول أمريكا اللاتينية الأخرى التي لديها مستوطنة إيرلندية بورتوريكو وكولومبيا.

### المكسيك
كان ويليام لامبورت، المولود في مقاطعة ويكسفورد، والمعروف لدى معظم المكسيكيين باسم غيلين دي لامبارت، رائدًا لحركة الاستقلال ومؤلف أول إعلان للاستقلال في العالم الجديد. يقف تمثاله اليوم في سرداب الأبطال أسفل عمود الاستقلال في مكسيكو سيتي . خوان دي أودونوجو إي أوريان، من أصل أيرلندي، كان آخر نائب ملك لإسبانيا الجديدة (المكسيك)، وتوفي ودُفن في مكسيكو سيتي.
ومن أشهر الأيرلنديين في تاريخ المكسيك "لوس باتريسيوس" من كتيبة القديس باتريك. كانت هناك مجتمعات كثيرة موجودة في ولاية تكساس المكسيكية حتى قيام الثورة هناك، عندما انحازت إلى جانب المكسيك الكاثوليكية الرومانية ضد العناصر البروتستانتية المؤيدة للولايات المتحدة. باتالون دي سان باتريسيو، كتيبة من القوات الأمريكية التي هجرت وقاتلت إلى جانب الجيش المكسيكي ضد الولايات المتحدة في الحرب المكسيكية الأمريكية 1846-1848، معروفة جيدًا في التاريخ المكسيكي. أشهر هؤلاء كان الرائد جون رايلي.
يوجد في المكسيك أيضًا عدد كبير من الأشخاص من أصل أيرلندي، ومن بينهم الممثل أنتوني كوين. توجد آثار في مكسيكو سيتي تكريمًا لأولئك الأيرلنديين الذين قاتلوا من أجل المكسيك في القرن التاسع عشر. يوجد نصب تذكاري لـ Los Patricios في حصن Churubusco. خلال المجاعة الكبرى، دخل آلاف المهاجرين الأيرلنديين البلاد. المكسيكيون الآخرون من أصل أيرلندي هم: رومولو أوفاريل، خوان أوجورمان، إدموندو أوجورمان وأليجو باي (حاكم ولاية سونورا).

### الولايات المتحدة
جاء الأيرلنديون الأوائل إلى أمريكا المعاصرة خلال القرن السابع عشر، معظمهم إلى فرجينيا ومعظمهم من الخدم المستأجرين. تم تخليد الشتات في الولايات المتحدة في كلمات العديد من الأغاني بما في ذلك الأغنية الأيرلندية "الحقول الخضراء في أمريكا":
لذا احزموا مخازنكم البحرية، ولا تفكروا بعد الآن،
عشرة دولارات في الأسبوع ليست أجرًا سيئًا للغاية،
مع عدم وجود ضرائب أو أعشار لتلتهم أجرك،

عندما تكون في الحقول الخضراء في أمريكا.
لم تكن تجربة المهاجرين الأيرلنديين في الولايات المتحدة متناغمة دائمًا. لم يكن لدى الولايات المتحدة علاقة جيدة مع معظم الأيرلنديين الوافدين بسبب عقيدتهم الكاثوليكية الرومانية، حيث كان غالبية السكان من البروتستانت وتشكلوا في الأصل من فروع العقيدة البروتستانتية، وكان الكثير منهم من شمال أيرلندا (أولستر). لذلك لم يكن من المفاجئ أن تصدر الحكومة الفيدرالية قوانين هجرة جديدة، تضاف إلى القوانين السابقة التي حدت من الهجرة إلى أوروبا الشرقية، وتلك التي حدت من هجرة الأيرلنديين. أولئك الذين نجحوا في القدوم من أيرلندا كانوا في معظمهم مزارعين جيدين وغيرهم من العمال الشاقين، لذلك كانت الوظائف التي كانوا يشغلونها وفيرة في البداية. ومع ذلك، مع مرور الوقت واحتياج الأرض إلى قدر أقل من الزراعة، أصبحت الوظائف التي كان المهاجرون الأيرلنديون الجدد يشغلونها هي تلك التي أرادها الأمريكيون أيضًا. في معظم الحالات، كان الوافدون الأيرلنديون الجدد في بعض الأحيان غير متعلمين، وكثيرًا ما وجدوا أنفسهم يتنافسون مع الأمريكيين على وظائف العمل اليدوي، أو، في ستينيات القرن التاسع عشر، تم تجنيدهم من الأرصفة من قبل الجيش الأمريكي للخدمة في الحرب الأهلية الأمريكية وبعد ذلك لبناء خط سكة حديد اتحاد المحيط الهادئ. تم تصوير هذا المنظر للتجربة الأيرلندية الأمريكية من خلال أغنية تقليدية أخرى، "رثاء بادي".
إسمعوا يا شباب، الآن خذوا نصيحتي،
إلى أمريكا، سأطلب منك عدم الذهاب،
لا يوجد شيء هنا سوى الحرب، حيث تزأر مدافع القتل،

وأتمنى لو كنت في منزلي في أيرلندا القديمة العزيزة.
إن الصورة الكلاسيكية للمهاجر الأيرلندي ترجع إلى حد ما إلى الصور النمطية العنصرية والمعادية للكاثوليكية . في العصر الحديث، يُنظر إلى الأيرلنديين في الولايات المتحدة إلى حد كبير على أنهم عمال مجتهدون. وأبرزها ارتباطهم بمناصب ضباط الشرطة، ورجال الإطفاء، وقادة الكنيسة الرومانية الكاثوليكية والسياسيين في المناطق الحضرية الكبرى على الساحل الشرقي. يبلغ عدد الأمريكيين الأيرلنديين أكثر من 35 مليونًا، مما يجعلهم ثاني أكبر مجموعة عرقية مسجلة في البلاد، بعد الأمريكيين الألمان. تاريخيًا، تم العثور على مجتمعات أمريكية أيرلندية كبيرة في فيلادلفيا؛ شيكاغو؛ بوسطن؛ مدينة نيويورك؛ نيويورك ؛ ديترويت؛ بريطانيا الجديدة؛ واشنطن العاصمة؛ بالتيمور؛ بيتسبرغ؛ كليفلاند؛ سانت بول, مينيسوتا؛ الجاموس؛ مقاطعة بروم؛ بوت؛ دوبوك؛ كوينسي؛ دبلن؛ هارتفورد؛ ملاذ جديد؛ واتربيري؛ العناية الإلهية؛ مدينة كانساس؛ نيو أورليانز؛ برينتري؛ ويماوث؛ نورفولك؛ ناشفيل؛ سكرانتون. ويلكس بار؛ أوفالون؛ تامبا؛ هازلتون؛ ووستر؛ لويل؛ لوس أنجلوس؛ ومنطقة خليج سان فرانسيسكو. تقيم العديد من المدن في جميع أنحاء البلاد مسيرات سنوية بمناسبة عيد القديس باتريك. أكبر المسيرات في البلاد تجري في مدينة نيويورك، وهي واحدة من أكبر المسيرات في العالم. يرتبط العرض في بوسطن ارتباطًا وثيقًا بيوم الإخلاء، عندما غادر البريطانيون بوسطن في عام 1776 خلال حرب الاستقلال الأمريكية.
قبل الجوع الكبير، الذي مات فيه أكثر من مليون شخص وهاجر المزيد، كانت هناك قوانين العقوبات التي أدت بالفعل إلى هجرة كبيرة من أيرلندا.
وفقًا لموسوعة هارفارد للمجموعات العرقية الأمريكية ، في عام 1790 كان هناك 400.000 أمريكي من أصل أيرلندي من أصل إجمالي يبلغ 3.100.000 نسمة. نصف هؤلاء الأمريكيين الأيرلنديين ينحدرون من شعب أولستر، ونصفهم ينحدر من شعب كوناخت ولينستر ومونستر.
وفقاً لأرقام التعداد السكاني الأمريكي لعام 2000، فإن 41 مليون أمريكي يزعمون أنهم ينحدرون كلياً أو جزئياً من أصول أيرلندية، وهي مجموعة تمثل أكثر من واحد من كل خمسة أمريكيين من البيض. العديد من الأمريكيين من أصل أفريقي هم جزء من الشتات الأيرلندي، حيث ينحدرون من مالكي العبيد والمشرفين الأيرلنديين أو الاسكتلنديين الأيرلنديين الذين وصلوا إلى أمريكا خلال الحقبة الاستعمارية. تكشف بيانات مكتب الإحصاء الأمريكي لعام 2016 أن الأصل الأيرلندي هو أحد السلالات الأكثر شيوعًا المُبلغ عنها (في أعلى 3 سلالات شائعة تم الإبلاغ عنها). على الرغم من أن الهجرة الأيرلندية صغيرة جدًا مقارنة بنطاق الهجرة الحالية، إلا أن الأصل الأيرلندي هو أحد السلالات الأكثر شيوعًا في الولايات المتحدة بسبب الأحداث التي وقعت منذ أكثر من قرن من الزمان.
تتجسد الطبيعة الدائمة للهوية الأيرلندية الأمريكية في الاحتفال واسع النطاق بيوم القديس باتريك، وهو اليوم الوطني لأيرلندا، في جميع أنحاء الولايات المتحدة. تطور موكب عيد القديس باتريك التقليدي بشكله الحديث في الولايات المتحدة نفسها. أكبر عرض من نوعه في العالم هو موكب عيد القديس باتريك في مدينة نيويورك والذي يضم 150.000 مشارك و2.000.000 متفرج سنويًا، مع الآلاف من العروض من جميع الأحجام في جميع أنحاء الولايات المتحدة.

## أسيا

### شبه القارة الهندية
من المعتقد على نطاق واسع أنه كان هناك تحالف سري بين حركات الاستقلال الأيرلندية والهندية. من المؤكد أن بعض المثقفين الهنود مثل جواهر لال نهرو وفي في جيري استلهموا أفكار القوميين الأيرلنديين عندما درسوا في المملكة المتحدة. أخذت المجموعة الثورية الهندية المعروفة باسم متطوعو البنغال هذا الاسم محاكاةً للمتطوعين الأيرلنديين.
- ديريك أوبراين، أستاذ مسابقة أصبح عضوًا في البرلمان في ولاية البنغال الغربية الهندية.
- مايكل جون أوبريان هو نائب المارشال الجوي البارز للقوات الجوية الباكستانية.

## أستراليا

الأشخاص من أصل أيرلندي كنسبة مئوية من السكان في أستراليا مقسمون جغرافيًا حسب المنطقة المحلية الإحصائية، اعتبارًا من تعداد عام 2011

أبلغ 2,087,800 أسترالي، أي 10.4% من السكان، عن أصولهم الأيرلندية في تعداد عام 2011، في المرتبة الثانية بعد الإنجليزية والأسترالية. تقدر الحكومة الأسترالية أن الرقم الإجمالي قد يصل إلى حوالي 7 ملايين (30٪).
في تعداد عام 2006، أعلن 50,255 مقيمًا أستراليًا أنهم ولدوا في جمهورية أيرلندا، وأعلن 21,291 آخرين أنهم ولدوا في أيرلندا الشمالية. وهذا يعطي أستراليا ثالث أكبر عدد من السكان المولودين في أيرلندا خارج أيرلندا (بعد بريطانيا وأمريكا).
بين تسعينيات القرن الثامن عشر وعشرينيات القرن العشرين، يُعتقد أن ما يقرب من 400 ألف مستوطن أيرلندي - سواء طوعيًا أو قسريًا - قد وصلوا إلى أستراليا. لقد جاءوا لأول مرة بأعداد كبيرة كمدانين ، حيث تم نقل حوالي 50000 بين عامي 1791 و1867 جاءت أعداد أكبر من المستوطنين الأحرار خلال القرن التاسع عشر بسبب المجاعة، وصندوق إغاثة دونيجال، واكتشاف الذهب في فيكتوريا ونيو ساوث ويلز، وزيادة "الانجذاب" للمجتمع الأيرلندي الموجود مسبقًا. بحلول عام 1871، كان المهاجرون الأيرلنديون يمثلون ربع سكان أستراليا المولودين في الخارج.
كان المهاجرون الكاثوليك الأيرلنديون - الذين يشكلون حوالي 75% من إجمالي السكان الأيرلنديين - مسؤولين إلى حد كبير عن إنشاء نظام مدرسي كاثوليكي منفصل. يلتحق حوالي 20% من الأطفال الأستراليين بالمدارس الكاثوليكية اعتبارًا من عام 2017.
لقد قيل أيضًا أن اللغة الأيرلندية كانت مصدرًا لعدد كبير من الكلمات في اللغة الإنجليزية الأسترالية.

## جنوب أفريقيا
يمكن العثور على المجتمعات الأيرلندية في كيب تاون، وبورت إليزابيث، وكيمبرلي، وجوهانسبرج، مع مجتمعات أصغر في بريتوريا، وباربرتون، ودوربان، وشرق لندن. وكان ثلث حكام كيب أيرلنديين، وكذلك العديد من القضاة والسياسيين. كان لكل من مستعمرة كيب ومستعمرة ناتال رؤساء وزراء أيرلنديين: السير توماس أبينغتون، "الأفريكاني من كورك"؛ والسيد ألبرت هايم، من كيلكول في مقاطعة ويكلو. وكان من بين حكام كيب الأيرلنديين اللورد ماكارتني واللورد كاليدون والسير جون فرانسيس كرادوك. قام هنري نورس، وهو مالك سفينة في كيب، بإحضار مجموعة صغيرة من المستوطنين الأيرلنديين في عام 1818. كان العديد من الأيرلنديين مع المستوطنين البريطانيين عام 1820 في حدود كيب الشرقية مع قبيلة الخوسا. في عام 1823، أخرج جون إنجرام 146 إيرلنديًا من كورك. تم إرسال النساء الأيرلنديات العازبات إلى كيب في مناسبات قليلة. وصل عشرون في نوفمبر 1849 ووصل 46 في مارس 1851. وصلت الأغلبية في نوفمبر 1857 على متن السفينة Lady Kennaway. قاتلت فرقة كبيرة من القوات الأيرلندية في حرب الأنجلو-بوير على كلا الجانبين وبقي عدد قليل منهم في جنوب إفريقيا بعد الحرب. وعاد آخرون إلى ديارهم لكنهم خرجوا فيما بعد ليستقروا في جنوب أفريقيا مع عائلاتهم. بين عامي 1902 و1905، كان هناك حوالي 5000 مهاجر أيرلندي. الأماكن في جنوب أفريقيا التي تحمل أسماء الشعب الأيرلندي تشمل أبينغتون، بورترفيل، كاليدون، كرادوك، ممر السير لوري، جبال بيغارسبيرغ، دونيبروك، هيمفيل وبلفاست.
كان جيمس رورك من أصل أيرلندي وكان مؤسس انجراف روركيس.

## نيوزيلندا
حصل سكان الشتات الأيرلندي أيضًا على بداية جديدة في جزر نيوزيلندا خلال القرن التاسع عشر. تسببت إمكانية ضربها غنية بمناجم الذهب في تدفق العديد من الأيرلنديين على الأرصفة. خاطروا بحياتهم في رحلة طويلة نحو الحرية المحتملة والأهم من ذلك الاكتفاء الذاتي، كما جاء العديد من الأيرلنديين مع الجيش البريطاني خلال حروب نيوزيلندا. كانت العديد من الأماكن، بما في ذلك غابرييل جولي وأوتاجو، عبارة عن مواقع تعدين سمحت، بتمويل من الشركات الكبيرة، بتكوين الأجور وظهور مدن التعدين. وجدت النساء وظائف كخادمات منازل في تنظيف أكواخ الرجال غير المتزوجين في العمل، وبالتالي توفير دخل ثانٍ لأسرة الأسرة الأيرلندية. الأموال اللاحقة المتراكمة فيما يتعلق بهذا من شأنها أن تسمح بالهجرة الجماعية لبقية أفراد الأسرة الذين تركوا وراءهم.
لقد أصبح الانتقال إلى نيوزيلندا أسهل بسبب تعرض الأيرلنديين المفرط في السابق للاستعمار. غامروا بالصعود إلى الموانئ البريطانية، واستقروا مؤقتًا لتجميع الموارد المالية اللازمة قبل المضي قدمًا نحو ضفاف الجزيرة البعيدة. ومن خلال القيام بذلك، لم يعرضوا أنفسهم لشكل الحكومة البريطانية فحسب، بل تعرضوا أيضًا للرأسمالية. وقد ساعد ذلك على زيادة بساطة الانتقال بالنسبة للسكان المشتتين.
ساعدت الحكومة من خلال استخدام كل من السندات الإذنية ومنح الأراضي. من خلال الوعد بدفع تكاليف مرور الأسرة، ضمنت الحكومة أن الجزيرة مأهولة بالسكان وسيتم تشكيل مستعمرة بريطانية. تم إنشاء ممر مجاني للنساء أولاً بين سن 15 و35 عامًا، بينما سيتم الوعد للذكور الذين تتراوح أعمارهم بين 18 و40 عامًا بعدد معين من الأفدنة من الأراضي عند وصولهم إلى العالم الجديد. ويعزى ذلك إلى إصدار قانون الأراضي النيوزيلندي. ولمزيد من المساعدة في تخفيف العبء المالي، مُنح حرية المرور لأي مهاجر بعد عام 1874.
أدى الشتات الأيرلندي في نيوزيلندا أيضًا إلى تقليل قدر التحيز ضد الكاثوليكية الرومانية مقارنةً بالمستعمرات البريطانية الأخرى. إن الافتقار إلى التسلسل الهرمي والبنية الاجتماعية المتأصلة سمح بحل التوترات الطائفية السابقة. ويمكن أن يعزى ذلك أيضًا إلى المسافة الهائلة بين الديانات المعنية بسبب تناثر المنطقة غير المأهولة بالسكان والحجم الهائل للجزر.

## قائمة البلدان حسب السكان من التراث الأيرلندي
| دولة                   | سكان       | % من البلاد | معيار |
| ---------------------- | ---------- | ----------- | --- |
| أمريكي أيرلندي         | 33,348,049 | 11%         | حددت نفسها بأنها "أيرلندية" 33,348,049 من سكان الولايات المتحدة (2013) الأمريكيون الاسكتلنديون الأيرلنديون من 27 الى 30 مليون ما يصل إلى 10٪ من سكان الولايات المتحدة 5,827,046 (تقرير ذاتي فقط، 2008) 2% من إجمالي سكان الولايات المتحدة |
| الايرلندية الكندية     | 4,544,870  | 14%         | [ 120 ] |
| المكسيكي الأيرلندي     | 10.000     | 0.1%        | [ 121 ] |
| الايرلندية الارجنتينية | 1,000,000  | 3%          | – 1,000,000 |
| الأيرلندية التشيلية    | 120.000    | 0.7%        | [ 124 ] |
| أوروغواي الأيرلندية    | 120.000    | 4%          | [ 125 ] |
| البريطانية الأيرلندية  | 14,000,000 | 10%         | 869,093 ايرلندي المولد (1% من سكان بريطانيا) 6 ملايين مع ما لا يقل عن 25٪ من أصل أيرلندي (10% من سكان بريطانيا) |
| شمالية إيرلندية        | 828,220    | 45%         | [ 127 ] |
| الأيرلندية الاسكتلندية | 1,500,000  | 28%         | [ 128 ] |
| الأيرلندية الأسترالية  | 7,000,000  | 30%         | 7,000,000 (30% من السكان الأستراليين من أصل أيرلندي جزئي) 80,000 (حسب الميلاد، 2011) 2,087,800 (أعلنوا عن أصل أيرلندي، 2011؛ 10% من سكان أستراليا)                                                                                        |
| الشعب الأيرلندي        | 4,577,072  | 85%         | [ 132 ] [ 133 ] |

## الدِين
شرع بول كاردينال كولين في نشر الهيمنة الأيرلندية على الكنيسة الرومانية الكاثوليكية الناطقة باللغة الإنجليزية في القرن التاسع عشر. شمل إنشاء "الإمبراطورية الأسقفية الأيرلندية" ثلاثة كيانات عابرة للحدود الوطنية - الإمبراطورية البريطانية، والكنيسة الرومانية الكاثوليكية، والشتات الأيرلندي. استفاد رجال الدين الأيرلنديون، ولا سيما كولين، بشكل خاص من نفوذ الإمبراطورية البريطانية لنشر نفوذهم. منذ ثلاثينيات القرن التاسع عشر وحتى وفاته عام 1878، شغل كولين العديد من المناصب الرئيسية بالقرب من قمة التسلسل الهرمي الأيرلندي وأثر على تعيين روما للأساقفة الأيرلنديين في أربع قارات.
يقارن ووكر (2007) مجتمعات المهاجرين الأيرلنديين في الولايات المتحدة وأستراليا ونيوزيلندا وكندا وبريطانيا العظمى فيما يتعلق بقضايا الهوية و"الأيرلندية". ظل الدين هو السبب الرئيسي للتمييز في جميع مجتمعات الشتات الأيرلندية وكان له الأثر الأكبر على الهوية، تليها طبيعة وصعوبة الظروف الاجتماعية والاقتصادية التي يواجهها كل بلد جديد، وقوة الروابط الاجتماعية والسياسية المستمرة للمهاجرين الأيرلنديين وعائلاتهم. أحفاد مع أيرلندا.
وفي الولايات المتحدة على وجه التحديد، تعرض المهاجرون الأيرلنديون للاضطهاد بسبب دينهم. ظهرت حركة لا تعرف شيئًا أثناء وصول الأيرلنديين. تم تشكيل حزب لا تعرف شيئًا من قبل البروتستانت وكان أول حزب سياسي في التاريخ الأمريكي يدفع ضد الهجرة الكاثوليكية إلى الولايات المتحدة، ولا سيما استهداف المهاجرين الأيرلنديين والألمان. ناضلت منظمة "لا تعرف شيئًا" للحد من الهجرة من الدول الكاثوليكية التقليدية، وحظر التحدث باللغة غير الإنجليزية على أراضي الولايات المتحدة، وإنشاء سياسة تقضي بأنه يجب عليك قضاء 21 عامًا في الولايات المتحدة قبل الحصول على الجنسية. وتلاشى الحزب من الوجود بسرعة نسبية، لكنه كان بمثابة تذكير بالاضطهاد الذي واجهه المهاجرون الأيرلنديون. خلال الموجتين الثالثة والرابعة من الهجرة، واجه الوافدون الجدد تمييزًا مماثلاً، وكان الأيرلنديون المستقرون الآن يشاركون في هذا الاضطهاد للمجموعات الأخرى.
منذ أواخر القرن العشرين فصاعدًا، أصبحت الهوية الأيرلندية في الخارج ثقافية وغير طائفية وغير سياسية بشكل متزايد، على الرغم من أن العديد من المهاجرين من أيرلندا الشمالية وقفوا بعيدًا عن هذا الاتجاه. ومع ذلك، فإن أيرلندا كنقطة مرجعية دينية أصبحت الآن ذات أهمية متزايدة في السياقات الوثنية الجديدة.

## أعضاء مشهورين في الشتات

### سياسيين
هذه القائمة مخصصة للسياسيين من الجنسية أو الأصل الأيرلندي، الذين كانوا أو يشاركون في سياسة دولة أجنبية. مصطلح الشتات الأيرلندي مفتوح للعديد من التفسيرات. الأول، الذي تفضله حكومة أيرلندا، يتم تعريفه من الناحية القانونية: الشتات الأيرلندي هم أولئك الذين يحملون الجنسية الأيرلندية، ومعظمهم ولكن ليس حصريًا من الروم الكاثوليك، ويقيمون خارج جزيرة أيرلندا. ويشمل ذلك المواطنين الأيرلنديين الذين هاجروا إلى الخارج وأطفالهم، الذين كانوا مواطنين أيرلنديين بالنسب بموجب القانون الأيرلندي. ويشمل أيضًا أحفادهم في الحالات. انظر أيضًا الشتات العسكري الأيرلندي.
- تيموثي أنجلين، سياسي كندي من مواليد مقاطعة كورك؛ رئيس مجلس العموم الكندي.
- جو بايدن، الرئيس الأمريكي الحالي (السادس والأربعون) من أصل إنجليزي وفرنسي وأيرلندي.
- إد برودبنت، سياسي وعالم سياسي.
- إيمون بولفين، ناشط جمهوري أيرلندي أرجنتيني المولد.
- إدموند بيرك، دبلن، شخصية سياسية بارزة في مجلس العموم مع حزب الويغ.
- كونور بيرنز، عضو البرلمان البريطاني المحافظ المولود في أيرلندا الشمالية.
- تشارلز كارول، من مواليد ولاية ماريلاند، وهو موقع كاثوليكي على إعلان الاستقلال.
- باتريك كولينز، عمدة بوسطن المولود في مقاطعة كورك.
- ريتشارد بي كونولي، ديمقراطي من مواليد مقاطعة كورك، تاماني هول.
- جيمس كالاهان، رئيس وزراء حزب العمال في المملكة المتحدة، والمستشار، ووزير الخارجية في الستينيات والسبعينيات.
- ريتشارد كروكر، سياسي بارز من مواليد مقاطعة كورك في نيويورك، تاماني هول.
- جون كيرتن، رئيس وزراء أستراليا الرابع عشر.
- ريتشارد جي دالي، عمدة شيكاغو، 1955–76.
- ريتشارد دالي، عمدة شيكاغو، 1989-2011.
- شارل ديغول، الجنرال الفرنسي ورئيس الجمهورية؛ من أصل أيرلندي (ماكارتان).
- برنارد ديفلين، محامٍ وصحفي وسياسي أيرلندي كندي من القرن التاسع عشر.
- توماس دونجان، حاكم مقاطعة نيويورك.
- جيمس دوان، عمدة مدينة نيويورك 1784؛ كان والده من مقاطعة غالواي.
- السير تشارلز غافان دافي، قومي أيرلندي أسترالي، صحفي، شاعر وسياسي، رئيس وزراء فيكتوريا الثامن.
- توماس أديس إيميت، محامي وسياسي أمريكي من مواليد مقاطعة كورك.
- إديلميرو فاريل، الرئيس الثامن والعشرون للأرجنتين (بحكم الأمر الواقع؛ 1944–46).
- ديفيد فيني، سياسي أسترالي من مواليد أيرلندا الشمالية، عضو البرلمان.
- ويليام فيتزباتريك، سياسي أمريكي من أصل أيرلندي، يمثل كرانستون، رود آيلاند في المجلس التشريعي لتلك الولاية.
- جيمس أمبروز جاليفان، عضو الكونجرس الأمريكي عن ولاية ماساتشوستس.
- دوروثي كيلي جاي، سياسية أمريكية من أصل أيرلندي.
- توماس فرانسيس غيلروي، عمدة مدينة نيويورك التاسع والثمانون المولود في مقاطعة سليغو.
- حاييم هرتزوغ، رئيس إسرائيل السادس المولود في بلفاست.
- ألبرت هنري هايم، مهندس ملكي من مواليد مقاطعة ويكلو، ضابط ورئيس وزراء لاحقًا في مستعمرة ناتال.
- كيت هوي، عضو البرلمان البريطاني المولود في أيرلندا الشمالية.
- بول كيتنغ، رئيس وزراء أستراليا الرابع والعشرون.
- جون كينيدي، الرئيس الخامس والثلاثون للولايات المتحدة؛ كينيدي أيضًا، وإدوارد إم كينيدي، أعضاء عائلة كينيدي، أصلهم من ويكسفورد.
- جون كيني، عضو جمهوري منذ فترة طويلة في Clan-na-Gael في نيويورك.
- بيتر لالور، متمرد أيرلندي أسترالي؛ أصبح لاحقًا سياسيًا لعب دورًا رائدًا في تمرد يوريكا.
- باتريس ماكماهون، دوق ماجنتا، أول رئيس للجمهورية الفرنسية الثالثة.
- جورج ماثيوز، حاكم جورجيا السابع عشر والحادي والعشرين؛ أيضًا هنري إم ماثيوز، الحاكم الخامس لولاية وست فرجينيا، وأفراد من عائلة ماثيوز.
- دارسي ماكجي، الشاب الأيرلندي؛ والد الكونفدرالية الكندية، اغتيل على يد الفينيين.
- دالتون ماكجينتي، رئيس وزراء أونتاريو، كندا؛ فقط ثاني كاثوليكي روماني يتولى هذا المنصب.
- ديفيد ماكجينتي، أونتاريو، سياسي كندي.
- سانتياغو مارينيو، فنزويلي المولد لأم أيرلندية؛ مساعد المعسكر لسيمون بوليفار.
- بول مارتن، رئيس وزراء كندا الحادي والعشرون.
- كونور ماكجين، عضو البرلمان البريطاني المولود في مقاطعة أرماغ.
- تم تعيين توماس فرانسيس ماجر، المتمرد القومي المولود في وترفورد، حاكمًا بالنيابة لإقليم مونتانا.
- جون ميتشل، سياسي قومي أيرلندي دعم الولايات الكونفدرالية الأمريكية خلال الحرب الأهلية الأمريكية.
- موريس تي مولوني، ديمقراطي من مواليد مقاطعة كيري شغل منصب المدعي العام في إلينوي وعمدة منتخب لأوتاوا، إلينوي.
- توم مولكير، سياسي؛ زعيم المعارضة الرسمية
- بريان مولروني، رئيس وزراء كندا الثامن عشر، ولد لأبوين أيرلنديين من كيبيك.
- ريكاردو لوبيز ميرفي، سياسي أرجنتيني ومرشح للرئاسة.
- باراك أوباما، الرئيس الأمريكي الرابع والأربعون من أصل كيني وأيرلندي.
- ألفارو أوبريغون، رئيس المكسيك، 1920-1924.
- كولوي أوبراين، رئيس حكومة توكيلاو.
- ديتا أوكاتين، البارونة أوكاتين، سيدة أعمال بريطانية إيرلندية المولد ونظيرتها.
- آرثر أوكونور، الأيرلندي المتحد المولود في مقاطعة كورك والذي خدم فيما بعد كجنرال في عهد نابليون، بعد الثورة أصبح عمدة لو بيجون ميرابو.
- تي بي. جلس أوكونور مدى الحياة في دائرة ليفربول اسكتلندا في مجلس العموم البريطاني.
- ليوبولدو أودونيل، دوق تطوان الأول، جنرال ورجل دولة إسباني، من نسل كالفاغ أودونيل، زعيم قبيلة تيركونيل.
- خوان أودونوجو، الوالي الأخير لإسبانيا الجديدة.
- بول أودوير، سياسي أيرلندي أمريكي من مواليد مقاطعة مايو وناشط جمهوري.
- ويليام أودوير، سياسي ودبلوماسي أيرلندي أمريكي من مواليد مقاطعة مايو، شغل منصب العمدة رقم 100 لمدينة نيويورك.
- برناردو أوهيغينز، المدير الأعلى الثاني لتشيلي، ووالده، نائب الملك في بيرو أمبروسيو أوهيغينز، ماركيز أوسورنو، سليغومان.
- جوزيف أولولور، كان جنرالًا إسبانيًا من أصل أيرلندي حارب تحت قيادة دوق ويلينغتون خلال الحروب النابليونية وشغل فيما بعد منصب حاكم غرناطة.
- جون بويل أورايلي، ناشط في جماعة الإخوان الجمهوريين الأيرلنديين، والمتحدث البارز باسم الجالية الأيرلندية من خلال رئاسة تحرير صحيفة بوسطن "ذا بايلوت".

- جون أوشاناسي، كان سياسيًا أيرلنديًا أستراليًا شغل منصب رئيس وزراء فيكتوريا الثاني، ولد بالقرب من ثورلز، مقاطعة تيبيراري.
- ويليام باترسون، ولد في كانتري أنتريم، رجل دولة من ولاية نيوجيرسي، أحد الموقعين على دستور الولايات المتحدة، قاضي المحكمة العليا والحاكم الثاني لولاية نيوجيرسي.
- سامانثا باور، مؤلفة إيرلندية المولد ونشأت في الولايات المتحدة، وناقدة سياسية، ودبلوماسية في الأمم المتحدة
- لويس سانت لوران، رئيس وزراء كندا الثاني عشر، وأم أيرلندية من كيبيك.
- جيمس سكولين، رئيس وزراء أستراليا التاسع.
- جيمس سميث، محام أمريكي من مواليد أولستر وأحد الموقعين على إعلان استقلال الولايات المتحدة كممثل لولاية بنسلفانيا.
- جون سوليفان، جنرال وسياسي أمريكي من أصل أيرلندي
- توماس تاغارت، الزعيم السياسي للحزب الديمقراطي الأمريكي المهاجر الأيرلندي في ولاية إنديانا خلال الربع الأول من القرن العشرين.
- جورج تايلور، كان صانع حديد استعماريًا إيرلنديًا المولد وموقعًا على إعلان استقلال الولايات المتحدة كممثل لولاية بنسلفانيا.
- السير جون طومسون – رئيس وزراء كندا الرابع.
- ماثيو ثورنتون، كان أحد الموقعين الأيرلنديين المولد على إعلان استقلال الولايات المتحدة كممثل لنيو هامبشاير.
- ويليام ماسي، ولد في ليمافادي، كان رئيس وزراء نيوزيلندا التاسع عشر.
- مايكل والش يوغال، ممثل الولايات المتحدة الديمقراطي المولود في مقاطعة كورك من نيويورك.
- ديريك أوبراين هو عضو في البرلمان عن حزب TMC، ولاية البنغال الغربية، الهند. وهو أيضًا خبير في المسابقات وقد استضاف العديد من برامج المسابقات

### فنانين وموسيقيين
- لوسيل بول، ممثلة وممثلة كوميدية.
- ميشا بارتون، ممثلة.
- ديفيد باوي،[138] مغني وكاتب أغاني.
- لارا فلين بويل، ممثلة.
- إدوارد بيرنز، ممثل ومخرج سينمائي.
- كيت بوش، مغنية وكاتبة أغاني.

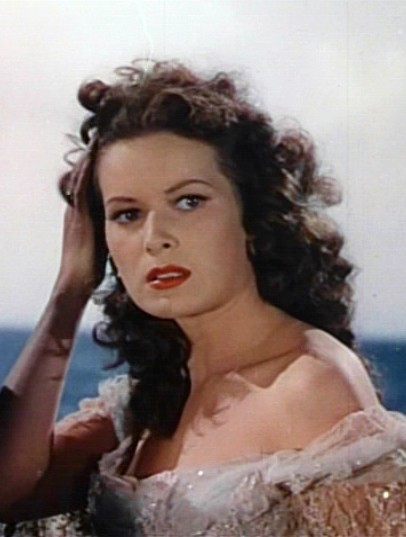
مورين أوهارا، ممثلة أيرلندية، في إعلان فيلم البجعة السوداء (1942)

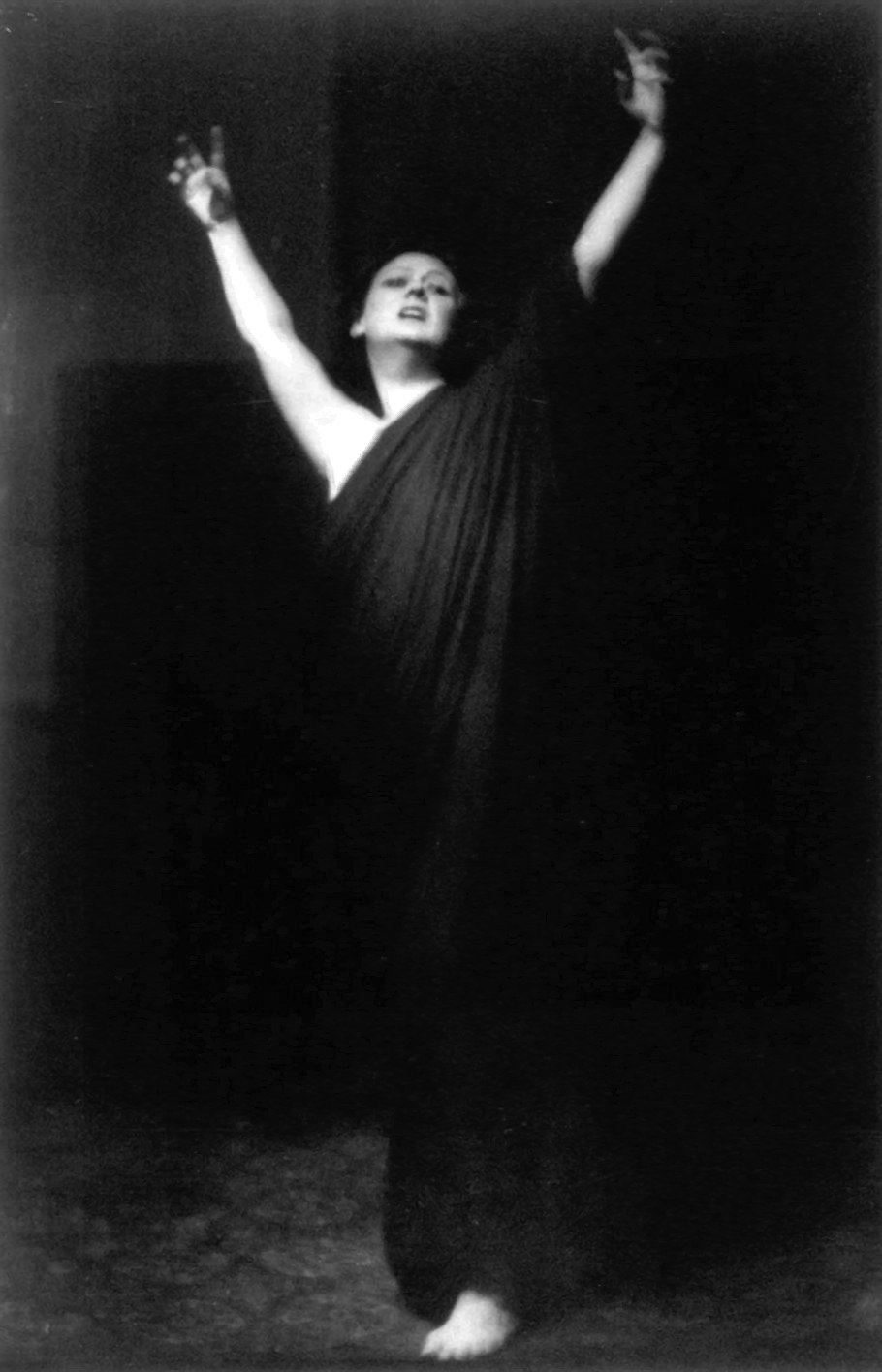
إيزادورا دنكان، راقصة أسطورية

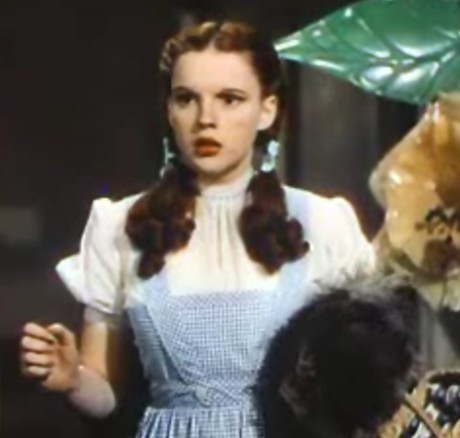
جارلاند في دور دوروثي غيل في ساحر أوز (1939)

- ماريا كاري، فنانة التسجيلات الأكثر مبيعًا.
- جورج كارلين، ممثل كوميدي، حصل على المرتبة الثانية على الإطلاق من قبل كوميدي سنترال.[139][140]
- جون سينا – مصارع/ ممثل WWE.
- ريموند تشاندلر، كاتب سلسلة مارلو. الأم الأيرلندية.
- جورج كلوني، ممثل.
- كيرت كوبين، المغني الرئيسي في فرقة نيرفانا.
- ستيفن كولبيرت، ممثل كوميدي.
- ستيف كوجان، ممثل / ممثل كوميدي.
- توم كروز، ممثل.
- كيفن ديلون، ممثل.
- مات ديلون، ممثل.
- باتريك داف، مغني وكاتب أغاني (Stringlove).
- باتي ديوك، ممثلة.
- إيزادورا دنكان، راقصة.
- Everlast & Danny Boy، أعضاء على التوالي في مجموعة الهيب هوب House of Pain وLa Coka Nostra.
- سيوبهان فاهي، مغني وكاتب أغاني لمجموعتي Bananarama وShakespears Sister ومقرهما المملكة المتحدة.
- جيمي فالون - مقدم برامج تلفزيونية.
- مايكل فلاتلي، راقص ومبدع  من Riverdance.
- هاريسون فورد، ممثل وطيار.
- ليام غالاغر ونويل غالاغر من الواحة.
- جودي جارلاند،[141] ممثلة ومغنية.
- ميل جيبسون، ممثل ومخرج سينمائي.
- ثيا جيلمور، مغنية وكاتبة أغاني.
- ميرف جريفين، مضيف تلفزيوني.
- لافكاديو هيرن، كاتب أمريكي.
- بول هوجان، ممثل.
- ماريان جوردان، مولي من البرنامج الإذاعي الشهير Fibber McGee and Molly .
- مايك جويس, عضو الحدادون.
- الممثل والراقص جين كيلي.[142]
- أميرة موناكو جريس، ممثلة (مثل جريس كيلي) ونبيلة.[142]
- عائلة كينيدي.
- جيمي كينيدي، ممثل.
- كيفن كلاين، ممثل.
- دينيس ليري، ممثل، موسيقي وممثل كوميدي.
- ماك ليثال ، موسيقي الهيب هوب.
- لورد, مغنية نيوزيلندية المولد.
- جون ليدون المعروف أيضًا باسم جوني روتن، مغني فرقة Sex Pistols.
- بيل ماهر مقدم برنامج حواري، ممثل كوميدي.
- جوني مار, عضو في الحدادون.
- بول مكارتني وجون لينون وجورج هاريسون من فرقة البيتلز.
- روز ماكجوان، ممثلة، ولدت في إيطاليا لأب أيرلندي وأم فرنسية
- توم ميغان، المغني الرئيسي لفرقة كاسابيان
- كولين ميلوي، المغني الرئيسي وكاتب الأغاني في فرقة The ديسمبر.
- ستيفن موريسي، مغني، عضو في فرقة The Smiths.
- الممثلة بريتاني ميرفي.
- ماري ميرفي، مصممة الرقصات.
- كاتي نونان، مغنية أيرلندية أسترالية.
- كونان أوبراين، مذيع تلفزيوني.
- جورج أودود، مغني البوب، المعروف أيضًا باسم بوي جورج.
- خوان أوجورمان، فنان مكسيكي من القرن العشرين، رسام ومهندس معماري.
- جورجيا أوكيف، رسامة.

### علماء
- روبرت بويل، فيلسوف وكيميائي.
- كاثلين لونسديل، كيميائية من القرن العشرين ومقرها لندن.
- إرنست والتون، باحث مقيم في كامبريدج في الثلاثينيات، وحائز على جائزة نوبل في الفيزياء عام 1951.
- جيمس د. واتسون، أحد مكتشفي الحمض النووي الحائز على جائزة نوبل.

### آخرون

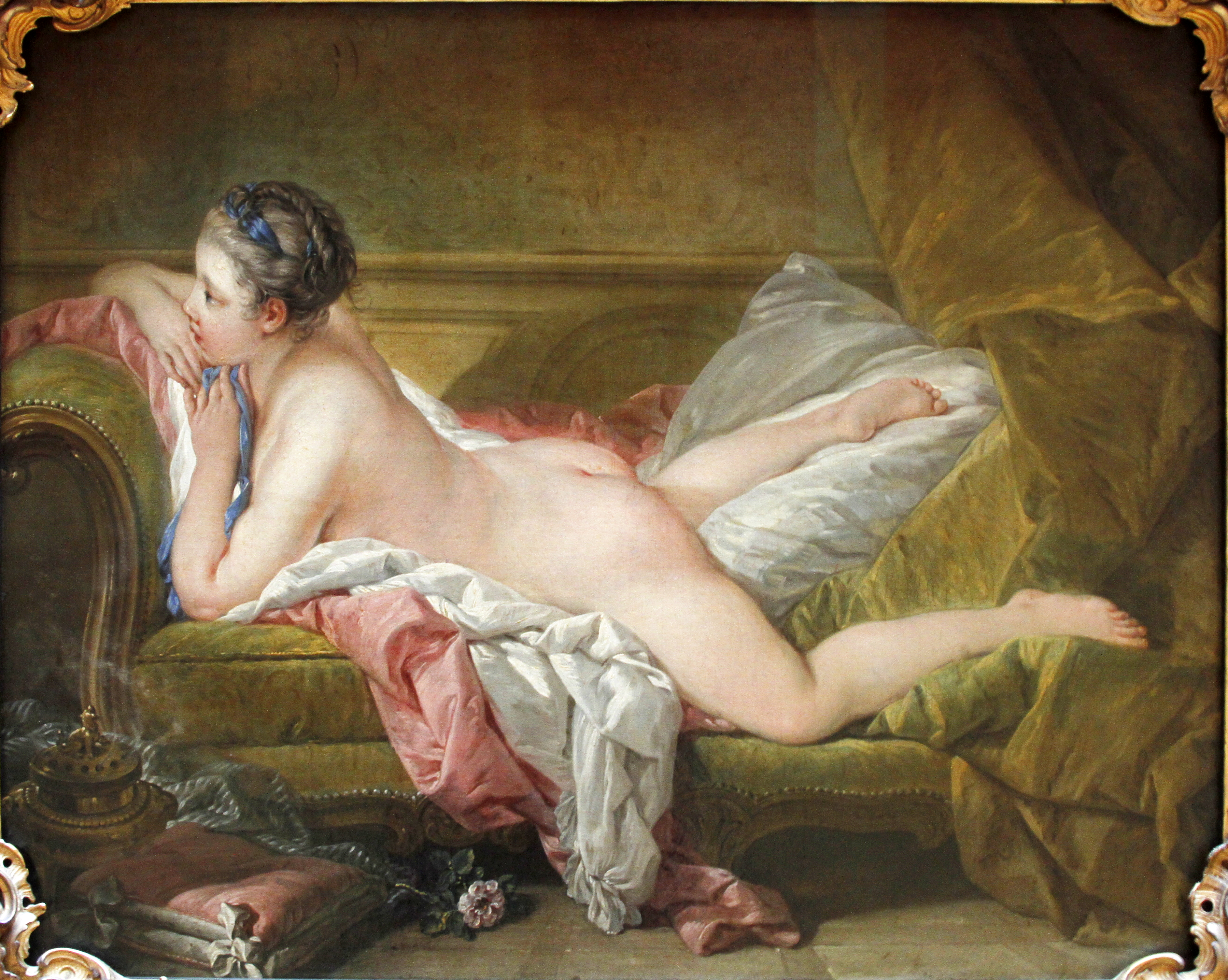
لوحة لويز أوميرفي لفرانسوا باوتشر ج. 1751

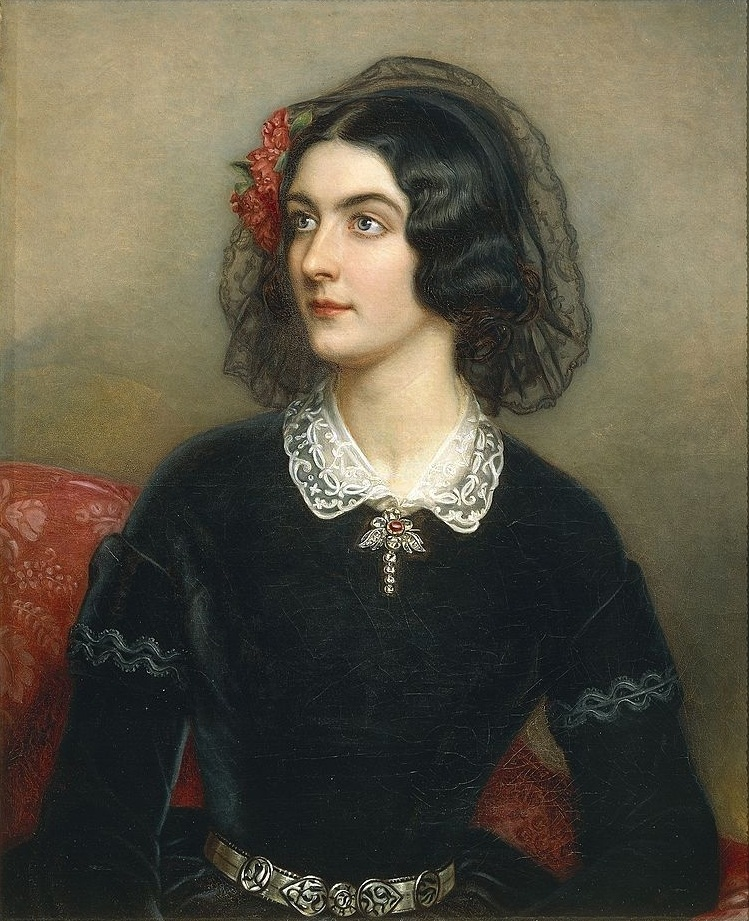
لولا مونتيز، عشيقة إيرلندية المولد للملك لودفيغ الأول ملك بافاريا. كان اسمها الحقيقي إليزا جيلبرت

- محمد علي، ملاكم أمريكي، والد والدته (جد علي) آبي جرادي كان من إينيس، شركة كلير.[143]
- آن بولين، الملكة القرينة للملك هنري الثامن ملك إنجلترا ؛ الجدة الأيرلندية للأب مارغريت بتلر.
- آن بوني، قرصانة، ولدت في كورك.
- جيمس جيه برادوك، ملاكم، والمعروف أيضًا باسم رجل السندريلا.
- مولي براون، "مولي براون غير القابلة للغرق".
- نيلي كاشمان، "ملاك شاهدة القبر".
- جورج كروغان، صياد الفراء الأمريكي الاستعماري الأيرلندي المولد.
- يو دامالوكا (؟ لورنس كارول)، راهب بوذي ومحرض مناهض للتبشير في بورما، ولد في دبلن.
- ديانا، أميرة ويلز، نبيلة، والدتها فرانسيس بيرك روش كانت من نسل إيرلز فيرموي.[144]
- آرثر كونان دويل، مؤلف معروف بقصص شارلوك هولمز.
- جون دنلاب، طبع النسخ الأولى من إعلان استقلال الولايات المتحدة.
- مارجريتا إيجار، مربية آخر عائلة ملكية روسية.
- سارة، دوقة يورك، زوجة سابقة لأمير بريطاني، أسلافها من جهة الأب جاءوا من أيرلندا الشمالية. [144]
- توماس فيتزباتريك (صياد) رجل الجبال الأمريكي.
- هنري فورد، رجل الأعمال ومؤسس مؤسسة فورد .
- الكاردينال جيمس جيبونز، أسقف الروم الكاثوليك.
- كاثي غريفين، شخصية كوميدية وتلفزيونية (كلا الوالدين مهاجرين أيرلنديين).
- شون هانيتي، معلق سياسي أمريكي.
- ماري جيمسون، أسيرة أيرلندية تبنتها قبيلة سينيكا الأمريكية الأصلية.

- دوروثي جوردان، عشيقة ويليام الرابع ملك المملكة المتحدة.
- نيد كيلي - غابات الأدغال الأسترالية.
- الدكتور مارتن لوثر كينغ جونيور - ناشط أمريكي في مجال الحقوق المدنية.
- إليزا لينش، عشيقة الرئيس الأيرلندي فرانسيسكو سولانو لوبيز من باراجواي.
- مارتن ماهر، مدرس في الأكاديمية العسكرية الأمريكية في ويست بوينت.
- ماري مالون، المعروفة أيضًا باسم ماري التيفوئيد ، طباخة سيئة السمعة.
- بات ماسترسون، رجل قانون خلال فترة الغرب المتوحش.

- لولا مونتيز، عشيقة لودفيغ الأول ملك بافاريا
- آني مور، أول مهاجرة إلى الولايات المتحدة الأمريكية تتم معالجتها في جزيرة إليس.
- جورج باغز موران، رجل عصابات أمريكي في عصر الحظر في شيكاغو.
- آن مورتيمر، نبيلة إنجليزية إيرلندية المولد.
- مايكل باتريك ميرفي، جندي البحرية الأمريكية، حاصل على وسام الشرف، يحمل الاسم نفسه لحاملة الطائرات الأمريكية مايكل مورفي.
- إيفلين نسبيت، عارضة أزياء وممثلة.
- ماريو أودونيل، مؤرخ.
- ماري لويز أومورفي، عشيقة الملك لويس الخامس عشر ملك فرنسا.
- بيل أوريلي، معلق سياسي أمريكي.
- الكونت جوزيف كورنيليوس أورورك، فريق في الحرس الإمبراطوري الروسي.
- لي هارفي أوزوالد، قاتل جون كينيدي، الجدة الأيرلندية الكبرى ماري تونري.
- بات كوين، مدرب الهوكي الكندي (المدرب السابق لفريق تورونتو مابل ليفز وفريق كندا).
- ماكسيميليان روبسبير - ثوري فرنسي.
- فرانك والاس، مجرم.
- جيمس ماكلين، مجرم.
- ميكي سبيلان مجرم.
- جيمس جيه بولجر، مجرم.
- ماري أوتول، أول قاضية بلدية في الولايات المتحدة.

## أنظر أيضًا

### اللواء الأيرلندي
- اللواء الأيرلندي (فرنسي) تشكل من الجيش الأيرلندي بعد هروب الأوز البري عام 1691.
- الفوج الأول من البنادق الفنزويلية – الفوج الأيرلندي الذي شارك في حرب الاستقلال الفنزويلية.
- الكتيبة الأيرلندية، أو لوس سان باتريسيو، التي قاتلت إلى جانب المكسيك ضد الغزو الأمريكي في 1846-1848.
- خدم اللواء الأيرلندي (جيش الاتحاد) في جانب الاتحاد في الحرب الأهلية الأمريكية في ستينيات القرن التاسع عشر.
- لواء تينيسايد الأيرلندي، لواء الحرب العالمية الأولى يخدم في الجيش البريطاني في السوم.
- الشتات العسكري الأيرلندي، أفراد بارزون، أيرلنديون بالولادة أو الاستخراج، خدموا في قوات عسكرية غير أيرلندية.
- الأفواج الأيرلندية، خدم العديد من الأفواج الأيرلندية في القوات العسكرية غير الأيرلندية وشاركوا في العديد من الصراعات في تاريخ العالم.

### أسباب الهجرة الأيرلندية
- رحلة الإيرلز
- الغزو الكرومويلي لأيرلندا
- المجاعة الأيرلندية (1740–41)
- المجاعة الأيرلندية الكبرى (1845–1851)
- المجاعة الأيرلندية (1879)
- التاريخ الاقتصادي لأيرلندا
- التاريخ الاقتصادي لجمهورية أيرلندا
- الحرب الاقتصادية، 1933-1938
- "الطوارئ" (أيرلندا خلال الحرب العالمية الثانية)
- “الاضطرابات” (ج. 1969-1998)
- الانكماش الاقتصادي الأيرلندي بعد عام 2008